# 破面
破面是在漫畫《BLEACH》登場的組織。本文關於組織的概要和登場人物記述。

## 概要
藍染惣右介透過崩玉使虛變成破面。破面是獲得了死神能力的虛的代稱，特徵是面具破裂，露出了人類的面孔，並且攜帶斬魄刀（由破面力量的“靈核”封印而成），也稱作“死神化的虛”，仍然帶有殘暴的本性並持續吞噬靈魂。破面的服裝主體為白底黑邊（部分破面服裝有黑色腰帶），並且穿著黑底白邊的鞋子。通常是大虛基力安以上級別的虛才能夠演化成破面。
等級越高的虛成為破面時，姿態越接近人類，解放後的型態變化程度更小，而且瓦史托德的歸刃狀態比亞丘卡斯更接近人形。
在日文版中，相關的用語為西班牙語。破面的西班牙原文是Arrancar，意思是啟動。

## 虛圈地點
- 虛夜宮

原本由“大帝”拜勒崗所統治，但其後被藍染惣右介用其斬魄刀「鏡花水月」強使其屈服，藍染繼任虛圈統治者後主導建構出虛夜宮的實體建築。外觀是多棟白色建築組合而成的城塞，建築物內側被藍天照射之處都在藍染的監視之下。虛夜宮的地下通道極為複雜，機關重重，若鎮守某個房間的破面陣亡時，該房間也會隨之崩塌。這裡有十刃成員個別的行宮，監視入侵者動態的管控所，還有一間由十刃No.8薩爾阿波羅·古蘭茲管控的實驗室。經過虛圈事件與無形帝國的破壞掠奪後，虛夜宮變成殘破的廢墟，由路德本擔任看守。西班牙文的原文是Las Noches，意思是夜晚（複數）。
禁止在虛夜宮天空以下做的兩項事情
其一：只有十刃才被准許使用的強力虛閃「王虛的閃光」。
其二：編號四或以上的十刃在天空以下（虛夜宮靈力範圍內）解放。
因為兩者過於強大，會有摧毀虛夜宮的可能性存在。
- 王座

此地有著離地數公尺的單張坐席，藍染曾在此會見襲擊現世後的葛力姆喬，並且要求織姬治療葛力姆喬的左臂。曾任第六刃的魯畢也是在此被重獲力量的葛力姆喬殺害。
- 行宮

提供給十刃成員休息的房間，劇中出現的十刃成員行宮，僅有史塔克的所在行宮（動畫版則增加赫麗貝兒的行宮）。織姬駐留虛夜宮期間，藍染亦曾安排一間行宮讓她在此休息。
- 藍染的專屬房間

藍染在破面篇擔任虛圈統治者時，特別設置的專屬房間。不同於其他十刃成員的行宮，此處有著寬廣的半環狀玻璃窗，顯像裝置和桌椅，以及專門放置崩玉的圓柱匣。為了謹慎起見，還會特別安排兩名破面（梅諾莉與洛莉）守在房門外，不讓外人隨意進出此處。
- 會議室

藍染與十刃成員舉辦會議的房間，設有長桌與十一張坐席。桌邊設有顯像裝置，可顯現虛圈動態。
- 研究素材倉庫

薩爾阿波羅控管的場所，堅固無比，內有虛圈的研究材料。涅繭利發現此處時，天花板還懸掛著兩具屍體。
- 管控所

監視虛夜宮動態的處所，內有多面螢幕可顯現入侵者的動向。
- 22號地下通道

一護等人闖入虛夜宮時，所行經的其中一條通道，內有兩名低級破面駐守在此。兩名破面被擊敗後，此地也隨之崩塌。
- 第五之塔

高聳入天的巨塔，此塔的內部有很多柱子。井上織姬被NO.1柯泰雅·史塔克帶回虛夜宮後，藍染將她安置的所在。烏爾奇奧拉·西法脫離反膜之匪後，正是抵達此地與織姬論辯心的有無，並且與黑崎一護決戰。動畫版第270話死神黃金圖鑑的介紹中，曾提及此地沒有階梯，要抵達塔頂就得從外側飛行；若要在此塔內部逐層向上移動，則必須破壞柱子與每層樓的天花板。
- 緹魯蒂的房間

設有多重紅色圓柱，有著橙黃色牆壁的房間，雨龍和沛薛在此地和緹魯蒂展開決戰。
- 薩爾阿波羅的房間

擁有多條走廊，所有牆壁都設置監視器的房間，每條走道都能因應薩爾阿波羅的想法重新組合。後來因為雨龍、戀次、沛薛、唐多恰卡在此地對抗歸刃的NO.8薩爾阿波羅，而被徹底損毀。
- 亞羅尼洛的房間

因應亞羅尼洛的偽裝能力無法見光的特性，此處並沒有設置任何光源。朽木露琪亞和朽木白哉先後在此處對抗NO.9亞羅尼洛和NO.7佐馬利。之後由於白哉施展卍解對抗佐馬利而被徹底損毀。
- 剛騰拜恩的房間

一半光線陰暗、地板設有多片矩形玻璃，另一半光線明亮且設有多重白色方型柱子的房間。茶渡在此地與剛騰拜恩展開決鬥並擊敗對方。
- 決鬥場

提供給十刃成員切磋決鬥的戶外戰鬥練習場，妮莉艾露·杜·歐德修凡克還是十刃的時期，經常在此地與諾伊特拉交手，後來諾伊特拉也是在這裡暗算妮露，導致妮露身受重傷並被逐出虛夜宮。
- 涅各爾遺跡

座落於虛圈裡的遺跡，浦原喜助於千年血戰篇帶領茶渡泰虎、井上織姬等人抵達此處，研究分析無形帝國的作戰模式。

## 破面成員

### 十刃（Espada）
「Espada」原意為刀刃，現任的十刃多為透過「崩玉」轉生而成的破面中選拔出來具有優越殺戮能力的佼佼者（只有No.1和No.4是自行破面），擁有災難性的破壞力量。破面是讓虛變成人形，通過壓抑力量跟戰鬥慾望，達到最為理性的形態，藍染也方便控制。而歸刃是讓虛回歸原始形態，戰鬥力、戰鬥意志能力也徹底釋放。 
基本上十刃的大虛等級多半為「瓦史托德」及「亞丘卡斯」（屬於自我成長型破面及崩玉轉生型破面兩種，但十刃No.9 亞羅尼洛·艾魯魯耶里例外，他是唯一基利安級的十刃），再依照殺戮能力的高低排出「1號到10號」，被選出來的10具破面被稱為「十刃」（殺戮能力的高低編排可能只限於解放前的實力，如十刃No.4 烏爾奇奧拉擁有藍染也未見過的二段歸刃能力；十刃No.10 牙密解放後數字會變成No.0，但被藍染賦予數字仍是No.10）。十刃會在在肉體的某一處記上得到的編號，並擁有支配No.11或以下的權限。十刃的強勁與「編號持有」的破面相比是屬於不同次元，編號越小則實力越高。十刃之中，每人都有象徵各自的死亡形式，這些是導致人類死亡的十種因素，也代表十刃本身思想和存在意義，更是各個十刃的力量來源。
十刃成員可以藉著提升自己的實力晉級至較高的位階；但也可能因為某些理由被剔除十刃的頭銜，除了被割除身上的編號以示警惕之外，還會找其他破面遞補職缺。倘若前十刃成員能夠再次獲得認可亦能回歸十刃的陣列，因此在劇中不乏十刃成員為爭權奪位設局陷害其他成員的案例。經過虛圈事件與空座町大戰後，大多數的十刃成員已在戰鬥中犧牲，目前只有「No.3」蒂雅·赫麗貝兒、「No.6」葛力姆喬·賈卡杰克（破面篇時還不是瓦史托德，千年血戰篇後進化而成，在官方小說《Can’t Fear Your Own World》里，已明確進化成瓦史托德）、前「No.3」妮莉艾露·杜·歐德修凡克得以倖存。至於「No.8」薩爾阿波羅則是在死後墜入地獄，轉化成地獄獄卒。

解放歸刃的赫麗貝兒

柯雅泰·史塔克（Coyote Starrk，柯約代·史達克）
日本配音：小山力也；台灣配音：李香生（ep.145－226）→曹冀魯（ep.266－285）；香港配音：蘇裕邦（DVD版）／陳振聲（Animax版）
破面・No.1／第1十刃（Primera Espada）。象徵：孤獨。
生日1月19日，身高187公分，體重77公斤。
面具由顎骨部分組成項鏈狀，深褐色微捲短髮，灰藍色雙眼，下顎蓄著些許鬍鬚的男性破面。相較於其他的十刃成員，算是長相最平凡普通的一人。個性懶散，討厭麻煩，只和其從屬官莉莉妮特親近，不怎麼和其他人交流。通常習慣待在行宮裡小睡片刻，但往往都會被莉莉妮特戲弄一番。其十刃的No.1刺青刺在左手手背上，雖然戰鬥時總抱著悠悠哉哉一直閃躲到戰鬥結束的心態，但具有高度的分析能力，曾在京樂春水交互對調使刀的手時，辨識出京樂真正的用手習慣，被京樂以「艷鬼」砍中手臂時，還能立即發現並掌握對方靈壓領域規則。由於他的力量過於強大，會削弱其他大虛的靈體，在虛圈時已經沒法與弱小的虛生活，羨慕弱者，尋求強大的同伴，為了擺脫孤獨，把自己的靈魂分裂成兩個個體，分別為史塔克與莉莉妮特。之後史塔克與莉莉妮特在沙漠中遇見藍染，並且被收歸為十刃，史塔克是十刃之中唯二的自行破面的人（另一人為烏爾奇奧拉，不同的是一刃唯一一個不藉助崩玉完成破面，而四刃不同，在大虛之森只自行破面了一半，剩下一半是藍染用崩玉完成的。因為是一半自主破面和一半崩玉加持，那麼四刃一段歸刃等於是半吊子形態，而他自行領悟的二段歸刃才是烏爾奇奧拉真正的歸刃。但從理性分析的角度來看，烏爾奇奧拉生下來就是天生的瓦史托德，而且沒有嘴說明不需要吃其他虛提升能量，也因此烏爾奇奧拉屬於是起點很高、血統純正而且力量較為穩定的瓦史托德）。在十刃里最特殊，相比其他破面歸刃前後他的形態都是最接近人類形態的，灵压远超拜勒崗（死亡气息再厉害也是挡不了無限發射的虛閃群，主要速度太快、数量太多、灵压太强三點，想腐朽也腐朽不了），强大到被动杀死附近弱小的亚丘卡斯，No.1的身份連前虚圈之王也认可（過去拜勒崗身邊還集合一大群手下喽啰），三刃赫麗貝爾的對手是一位隊長級加兩位副隊長級死神，二刃拜勒崗的對手是一位隊長級死神、一位副隊長級死神加一位副鬼道長 ，一刃史塔克則是前後交戰了四位隊長級人物，由此可见实力之强。且被当时几乎目空一切的蓝染承认为最高战力，一刃死后蓝染就亲自动手，根本没把希望放在剩下的破面身上。
首次出場於十刃會議中，在第九十刃被殺之後莉莉妮特告知史塔克，史塔克只是嘆息：「我又能做什麼呢？」。在十一番隊隊長更木劍八和諾伊特拉戰鬥結束後，奉藍染的命令將井上織姬帶回虛夜宮。在現世與京樂春水和浮竹十四郎展開激烈交戰，為了見識京樂春水的卍解而歸刃展示強大實力，歸刃之後史塔克使出“無限裝填虛閃”攻擊京樂春水，浮竹始解幫助京樂春水解圍，用雙魚理的能力吸收並反射史塔克的虛閃，史塔克同時對戰兩位隊長。在勝負未分之際汪達懷斯偷襲擊倒京樂、浮竹後，轉與愛川羅武和鳳橋樓十郎激戰，在第二刃拜勒崗被擊敗後雖然表示不會為死去的同伴報仇，卻因為藍染沒有任何表示而消極應戰，被愛川羅武趁機虛化使出噴火的小錘擊落到地面。隨後被莉莉妮特說服，史塔克使出靈魂分裂使兩位隊長陷入苦戰，雖然史塔克打算放過對方，但對方並不領情。其後史塔克使出「群狼」能力，將羅武和樓十郎炸傷，在降落到平台上因為出現影子而被京樂春水從後面偷襲刺穿胸口，之後與展露絕對靈壓領域規則的京樂交戰，被其斬魄刀「花天狂骨」的能力「豔鬼」殺死，群狼盡爆、莉莉妮特消失，此時史塔克想起了過去的自己，臨死前感嘆無法報答藍染收留之恩，便和莉莉妮特從空中墜落地面。
其姓名來源取自法國設計師Philippe Starck。能力参考自冰与火之歌里北境中家徽为冰原狼的史塔克家族。
斬魄刀『群狼（Los Lobos）』
解放語「追殺他（趕跑敵人吧）、群狼」
斬魄刀本體是史塔克的從屬官莉莉妮特，和別的破面的進化有所不同，並不是一個擁有全部力量的個體，史塔克和莉莉妮特分別是肉體和刀。解放時史塔克左手按莉莉妮特的頭，莉莉妮特也就此和史塔克合而為一；解放後史塔克身披皮革大衣，兩肩至手肘連上黑色彈匣布帶，手持黑色雙槍，左眼蓋著和莉莉妮特相似的紅焰花紋眼罩，左手持的槍由莉莉妮特變成，仍然擁有各自的獨立意識，雙槍則可隨意發射出虛閃。
武器「蒼狼之刀（Colmillo）」
招喚出藍色的靈壓刀作兵器使用，可以左右各持有一把。
技「無限裝彈虛閃（Cero Metralleta）」
使用手中的雙槍，一秒中瞬間射出大量虛閃而且無限發放的虛閃群。
能力「靈魂同胞」
透過彈匣招喚出如狼群身姿的能量結晶體，每一匹狼都是自己分離、撕裂的靈魂而視為同胞，還能作為武器使用，牠們既是史塔克也是莉莉妮特，可自動鎖定敵人並產生強大的爆炸力。
虛閃（Cero）
其虛閃於胸前聚蓄並發射。同其他虛的虛閃不同，他並不需要擺出任何架勢就可以使出來，而且出招快使對手防不勝防，動畫版中虛閃為藍色。
拜勒崗·魯伊森邦（Baraggan Louisenbairn，巴拉岡·魯伊善邦）
日本配音：飯塚昭三（動畫版）→梁田清之（魂魄觉醒）；台灣配音：吳文民；香港配音：陳旭明（DVD版）／陳旭恆（Animax版）
破面・No.2／第2十刃（（Segunda Espada），虛圈前任統治者。象徵：衰老。
生日2月9日，身高166公分，體重90公斤。
原為虛圈之王，虛夜宮主人，形像是一名老人，骷髏頭，右眼與左嘴角各有一道長疤，頭戴華麗皇冠狀面具，皇冠側連有鎖鏈，鎖鏈連往雙臂，身披蓬鬆長袍的虛王，胸前掛著皇冠眼睛徽章的項鍊。性格暴戾驕傲，自稱是神，認為星星、月亮、太陽對於自己來說都是微不足道，覺得人類就如螞蟻一樣渺小。在戰場中仍坐在由從屬官砌成的骷髏大椅上，表現從容，其從屬官皆稱其為「大帝」。斬魄刀是一柄巨大雙刃戰斧，藏在大椅之中，自身擁有象徵「衰老」的時間類型能力，藉此讓對手的攻擊速度變得急劇緩慢，也能讓對手某部份（如骨頭）急劇老化而變得脆弱，即使是鬼道型的攻擊也會被其老化。
過去曾是虛圈的統治者，但後來藍染惣右介等人入侵虛夜宮，瞬間將他所有的部下全數殺死，迫使其親自出馬，但最終也不敵藍染，他在失勢之後被編入十刃，成為藍染的手下，自那之後他一直想親手取藍染的性命，若藍染不在就會宣稱自己地位最大，看不起同為十刃的史塔克（一刃）和赫麗貝爾（三刃）。動畫版第284集的回憶片段裡，拜勒崗在其統治時將還是大虛的蒂雅·赫麗貝兒視為眼中釘，他曾要求赫麗貝兒成為他的旗下成員，但遭到拒絕，其後他的部下因為對赫麗貝兒動手而遭到砍傷，更使得拜勒崗對赫麗貝兒抱持著極為厭惡的態度。
破面篇，在現世與二番隊隊長碎蜂展開激烈交戰，即使是碎蜂用卍解「雀蜂雷公鞭」攻擊，亦藉由老化的能力將其威力消除，之後當假面軍勢的有昭田缽玄在與拜勒崗決鬥時，把正在受到拜勒崗能力老化的右手用結界切掉，並傳送到拜勒崗的體內，導致拜勒崗沒能防備，死於自己的能力之下，死前回憶起當年被藍染收服時的場景，隨後試圖將死亡之斧丟向藍染，但其巨斧在碰到對方之前就粉碎了，而藍染只回頭看了一眼，拜勒崗就此灰飛煙滅。
斬魄刀『髑髏大帝（Arrogante）』
解放語「腐朽吧（受死吧）、髑髏大帝」
解放時把戰斧倒向地面，靈力從斧面向四方溢出並包裹全身；解放後面孔完全化成骷髏頭，頭戴華麗皇冠，皇冠側連有鎖鏈，鎖鏈連往雙臂，身披蓬鬆長袍，胸前掛著皇冠眼睛徽章的項鍊，宛如君王降臨。腳邊以至身旁的任何事物也會出現老化現象，亦可以使技令老化範圍擴大。
武器「死亡之斧（Gran Caida）」
從袖子抽出纏有四根鎖鏈的漆黑巨斧攻擊對手。
能力「衰老化（Senescencia）」
普通狀態下，能使對手在靠近自己時因老化導致攻擊速度和體能都弱化。
技「死之吐息（Respira）」
釋放紫色的霧狀靈力，使靈力覆蓋範圍內的所有東西會急劇老化而消逝（通常只會剩下骨頭），而且靈力會沿著接觸部位持續蔓延，有些縛道可撐住一定時間，但無法永久抵擋。若是被死之吹息老化的物體被傳至拜勒崗的體內，則會對拜勒崗本身造成傷害。
妮莉艾露·杜·歐德修凡克（Nelliel Tu Odelschwanck，涅里耶爾·圖·歐戴爾修凡克）
日本配音：金田朋子、清都亞理沙（大人型態，手遊、千年血戰篇起）；台灣配音：錢欣郁；香港配音：羅婉楓（DVD版）／賴芸芬（Animax版）
原破面・No.3／第3十刃（Tres Espada）。
通稱妮露（Nel）。原屬於藍染惣右介創建的破面軍團，排行第三刃的十刃。湖綠色頭髮，金綠色雙眼，臉上留著薔薇色的橫向面紋，額頭延伸至鼻部右側有道傷疤，破面的骷髏面具覆蓋頭上。變成原本的姿態時，則是髮長過腰，胸部變成巨乳，骷髏面具會變成有點破碎的雙角頭骨狀，「3」的階級號碼刺在背上。身上的青色外衣，也會變成遮住胸部與身體下方的破損衣裝。
蒂雅·赫麗貝兒（Tier Halibel，蒂亞·哈里貝爾）

蒂雅·赫麗貝兒

日本配音：緒方惠美；台灣配音：馮嘉德；香港配音：羅婉楓（DVD版）／林小寶（Animax版）
破面・No.3／第3十刃（Tres Espada）→ 虛圈繼任統治者。象徵：犧牲。
生日7月25日，身高175公分，體重61公斤。
初登場時隸屬藍染惣右介麾下破面軍團，為排行第三刃的十刃成員，亦為當前十刃中唯一的女性成員。褐色肌膚，碧綠雙眼，有著豐滿的上圍，其金色的長髮束成三束髮辮。上身服裝與巨大的面具覆蓋半張臉至胸前（動畫版的面具與上身服裝，覆蓋下半面至整個胸部），十刃的No.3刺青刺在右胸下方，虛洞位於下腹部。
平時沉默寡言，行事謹慎小心，厭惡十刃和薩爾阿波羅為首的從屬官，和領導層鮮有互動，唯獨對於十刃NO.1史塔克總能和從屬官相屬融洽感到另眼相待。雖然被面具掩蓋著半張臉部，但還是能正常進食。持有斬魄刀為一把中空闊刃的短劍，可藉由灌輸靈壓強化攻擊力。身邊有三位女性從屬官，分別是阿帕契、米菈·羅茲、孫孫。雖然嘴上不太在意，對從屬官之間的拌嘴也只是淡然視之（偶爾會介入調停，令三位從屬官安靜下來），其實對她身邊的三位從屬官有無比執著，甚至在部下被擊倒時，還會為了部下發揮全力作戰。她與阿帕契、米菈·羅茲和孫孫曾觀賞虛化的黑崎一護和歸刃的六刃葛力姆喬戰鬥，內心表示簡直是在看十刃之間的單挑。

大虛時期的蒂雅•赫麗貝兒（動畫原創）

她在成為破面前的姿態與過去並未在漫畫原著中交代，但在動畫版第284話則追加她的過去設定。在動畫版第284話回憶片段裡，赫麗貝兒原本是個鎧甲幾近覆蓋全身，腹部側邊與腿部有鯊鰓紋，虛面具呈現護鎧狀覆蓋臉部與後腦勺，頭部後方綴有流線魚身般的面具，僅露出雙眼與頭髮，右手前端呈現鯊腮紋巨劍型的人型大虛。當她還在虛圈的時候，便收留還是大虛的阿帕契、米菈·羅茲、孫孫在自己身邊，以減少被雄性大虛獵殺的風險。但由於赫麗貝兒抱持著「不希望透過殺害他人得來的力量，讓自己變強」的想法，因此即便是面對襲擊一行人的大虛，仍選擇不殺害吞噬對手，更認為追求犧牲必會付出犧牲的代價。後來一行人遇上先前被赫麗貝兒砍傷而記恨在心的破面，雖然赫麗貝兒試著保護其他三人，但仍不敵對方的攻勢而身受重傷。此時藍染出現在四人的面前，解決了重傷赫麗貝兒等人的破面，使得赫麗貝兒因此對藍染抱持著感激的態度，為了增強自己的力量保護其他三人，而成為藍染的麾下成員。在前十刃妮莉艾露·杜·歐德修凡克被諾伊特拉與薩爾阿波羅聯手驅逐出虛夜宮後成為新任的第三刃，而阿帕契等人亦以從屬官的身份隨侍在她身邊。然而也因為其女性的身份，以至於本身有性別歧視傾向的NO.5諾伊特拉，更是對赫麗貝兒表現出挑釁的態度。

赫麗貝兒歸刃狀態的臉部形象

破面篇，在空座町戰爭隨同破面軍團抵達現世，迎戰護廷十三隊十番隊隊長日番谷冬獅郎，見到三位從屬官遭時任總隊長山本元柳齋重國擊潰後施展歸刃型態。遭冬獅郎施展的「冰天百華葬」短暫限制行動，藉著汪達懷斯的咆哮聲波脫困後，假面軍勢成員矢硐丸莉紗和猿柿日世里介入兩者間的決鬥，依舊難分高下。其後藍染宣稱赫麗貝兒已失去利用價值，持刀刺穿赫麗貝兒的胸膛，憤怒的赫麗貝兒欲反擊藍染未果，僅擊中藍染使用「鏡花水月」製造的幻象，並再度遭藍染揮刀將其殺成重傷墜落地面。空座町戰爭落幕後，赫麗貝兒和三名從屬官接受井上織姬的治療順利康復，先行返回虛圈，成為繼任虛圈統治者。
千年血戰篇，史塔克和拜勒崗死後，她幾乎稱霸了虛圈，卻被無形帝國俘虜，囚禁於無形帝國的牢房之中。本身性格偏和平，不好戰也不嗜殺，之後面對進化成瓦史托德的葛力姆喬，赫麗貝兒仍能穩坐虛圈頂層。葛力姆喬屬於嗜血好戰而且渴望無限進化的破面，後在虛圈變成了跟赫麗貝兒對立的存在，相當於是平均瓜分了虛圈。赫麗貝兒本身屬於溫和派大虛，她渴望虛圈處於一個相對的和平狀態，而葛力姆喬的存在能夠很大程度讓虛圈處於一個動與靜的完美平衡。
官方小說「Can't Fear Your Own World」中，赫麗貝兒因為靈王宮被改造的混亂被妮露趁隙救出，戰後見零番隊用來替代靈王存在的某物，感嘆自己深刻理解藍染痛恨靈王的原因，隨其他破面返回虛圈，駐守虛圈期間和葛力姆喬、妮露迎擊來犯的星十字騎士團餘黨和产绢彦祢。後來京樂春水邀請她共同飲酒的期間，請求她和葛力姆喬組成混合部隊參戰。
斬魄刀『（Tiburón）』
解放語「征討他（攻擊）、皇鮫后」
平常封印時為闊身的中空短劍，刀柄末梢有三枚小圈環。解放時把斬魄刀指向地面，如珍珠蚌般的巨浪在下方出現，並包圍赫麗貝兒合上；解放後巨浪會消失，赫麗貝兒面具只殘留於頸和胸前，髮型變成短髮並露出面孔，兩頰留著深藍色閃電狀面紋，右胸的「3」字刺青跟著消失，裝束化成短裙式泳衣狀，手持鯊腮紋巨劍，攻擊速度和射程飛躍提升。動畫版的解放裝束中，胸部下方多了部分護甲。此狀態下的赫麗貝兒可以施展水屬性的招式。普通狀態下，赫麗貝兒習慣藉由灌輸靈力強化斬魄刀的攻擊力，進行近中程搏鬥。在歸刃後可藉由手持的鯊腮紋巨劍，控制水的溫度與流量，進而施展水屬性的招式，而且在水氣豐厚的地方戰鬥時會占優勢。動畫版的靈壓顏色為黃色。
「虛閃（Cero）」
其虛閃在劍刃聚蓄後，再揮劍擊出的巨大扇形虛閃，動畫版中虛閃為黃色。
技「波蒼炮（Ola Azul）」
普通狀態下使用的招式，將中空刀刃中灌滿靈力，對準敵人並直刺擊出，擊出的靈力猶如炮彈般高速。
技「三叉霧戟（Trident）」
僅能在歸刃狀態施展的招式，連續三次發射高壓霧狀的斬擊，被此招擊中的對手將會體無完膚。赫麗貝兒曾於空座町大戰利用此招襲擊冬獅郎，但被後者運用冰之虛像擋下攻擊。
技「灼海流（Hirviendo）」
僅能在歸刃狀態施展的招式，從劍尖前方產生的盾狀水蒸氣流，可以瞬間把冰融解成水，甚至把冰瞬間蒸發。
技「戰雫（La Gota）」
僅能在歸刃狀態施展的招式，從巨劍劍身如同鯊腮的紋路產生水，把宛如炮彈的水流高速射出，可以短時間內連射。
技「斷瀑（Cascada）」
僅能在歸刃狀態施展，威力巨大，從巨劍劍身如同鯊腮的紋路中喷出一股極大的水柱如瀑布般攻向对手。
烏爾奇奧拉·西法（Ulquiorra Cifer，烏魯基歐拉·西法）
日本配音：浪川大輔；台灣配音：正昇；香港配音：黎家希（DVD版）／黎景全（Animax版）
破面・No.4／第4十刃（Cuarto Espada）。象徵：虛無。
隸屬藍染惣右介領軍的破面軍團，名列「十刃」第四刃的破面。特徵是黑色短碎髮，綠色雙瞳，膚色蒼白，眉宇間流露著憂鬱的氣質，臉上留著兩道墨綠色的淚痕紋。殘留的面具呈現帶角頭盔狀，覆蓋左邊頭部
諾伊特拉·吉爾加（Nnoitra Gilga，諾伊托拉·吉爾迦）
日本配音：神奈延年；台灣配音：林谷珍；香港配音：李建良
破面・No.5／第5十刃（Quinto Espada），原破面・No.8／第8十刃（Octava Espada）。象徵：絕望。
生日11月11日，身高215公分，體重93公斤。
衣領為圓形“照臨”狀，身材高挑纖細，戴單眼眼罩，虛洞與面具則位於左眼部位，藍紫色眼睛，黑色中分長髮。性格酷愛嘲諷，即使對地位實力比自己高的人也毫無尊敬。戲稱井上織姬「寵物」，階級號碼刻在舌頭處，自稱“十刃最強”，其鋼皮硬度為十刃中最高的，因此號稱死神的劍無法傷到自己。由於討厭女性的地位比自己高，因此總與妮露作對，過去多次敗在妮露的手下，在妮露是十刃No.3的時候，他還只是No.8，之後他和薩爾阿波羅一起暗算妮露並把她扔出了虛夜宮，多年後諾伊特拉通過不斷的戰鬥提升實力，一路晉升成為現在十刃No.5。在最後一次與妮露的交手中先被打了個措手不及，但是調整狀態之後卻佔據了上風，壓制了妮露，十刃中不折不扣的戰鬥狂人，無論對手是誰或處於什麼狀態都從不手下留情。
破面篇，虛圈大戰中主動出擊迎擊敵人，曾一擊解決虛力量覺醒後的茶渡泰虎。在黑崎一護撃敗葛力姆喬後插手，差點要了一護的命，後與十一番隊隊長更木劍八展開激烈交戰，並使出解放狀態，多次使劍八陷入差點喪命的情形，最終不敵使出“劍道”後的劍八，而死在了劍八的刀下。最後望向妮露的身影，在妮露呼喚他的名字時轟然倒下，從他的回憶中可以得知，他不斷戰鬥的目的只有戰死，渴望遇到強者，並且自己也變強，然後死在真正強者手中，此戰如其所願死於劍八手上。
斬魄刀『聖哭螳螂（Santa Teresa）』
解放語「祈禱吧、聖哭螳螂」
是一把雙新月形大鐮刀的武器，與鏈子在附有他的腰部的刀柄。解放時全身釋放黃色靈壓並高舉鐮刀，靈力從鐮刀的洞溢出，同時身上的傷口會癒合；解放後頭上有枚新月狀的角，臉上多了交叉形的黃色面紋，虛洞處多了似牙齒的眼罩形面具，擁有六隻截肢狀的手臂，且每隻手臂握一把雙刃鐮刀。聖哭螳螂狀態下，即使六隻手臂和雙刃鐮刀遭損壞，都可無限再生。归刃名字取自于西班牙的修女之一的圣特蕾莎。
能力「手臂再生」
解放狀態下能力，六隻手臂和鐮刀都可無限再生。
「虛閃（Cero）」
普通狀態下使用，諾伊特拉最強的招式，其虛閃由舌間凝聚發出，顏色為黃色。諾伊特拉在動畫版利用此招攻擊更木劍八，反被劍八徒手推開攻擊。
「搜指法（Indice Radar）」
和探査回路不同，透過將手觸碰物體來搜查對方靈壓的潛在狀況和威力。
葛力姆喬·賈卡傑克（Grimmjow Jaegerjaques，古里姆喬·賈喀傑克）
日本配音：諏訪部順一；台灣配音：吳文民；香港配音：黎家希（DVD版）／陳振聲（Animax版）
破面・No.6／第6十刃（Sexta Espada），原破面・No.12。象徵：破壞。
隸屬藍染惣右介領導的破面軍團，名列「十刃」第六刃的破面。特徵是水藍色碎髮，冰藍色雙眼，額頭前方垂著幾根瀏海，留著湖水綠眼影紋，其體態結實。殘餘面具呈現排列齒狀，附在右臉頰，代表第六刃的「６」字刺青位於後腰右下方，虛洞位於腹部。
魯畢·安特諾爾（Luppi Antenor，魯比·安緹諾爾）
聲優：岸尾大輔（日本）；吳文民（台灣）；蘇裕邦（香港）
原破面・No.6／第6十刃（Sexta Espada）。
生日6月5日，身高161公分，體重45公斤。
留著斜瀏海的黑色短髮，淺紫色雙瞳，殘留的面具戴在左邊頭上，左邊額頭上有三個粉紅色菱形刺青，身穿露腰長袖衣服的破面，十刃No.6刺青則在右腰前部。性格高傲、好戰的少年，和四刃烏爾奇奧拉較為合契。
破面篇，曾短暫取代失去手臂的葛力姆喬擔任No.6，在襲擊現世時自願對付眾死神，一度壓制著對手，但險被日番谷冬獅郎撃倒，千鈞一髮之際被「反膜」救回虛夜宮。對於藍染大費周章設局將井上織姬帶來虛圈頗為不滿，目睹織姬運用「雙天歸盾」治好葛力姆喬的斷臂，最終在藍染的默許之下，遭到恢復手臂的葛力姆喬殺掉並搶回No.6的地位，其遺體收藏於薩爾阿波羅的實驗室，空座町大戰落幕後，魯畢被涅繭利帶回屍魂界。
千年血戰篇，被涅繭利改造成保有自我意識的殭屍，臉部多了兩條縫補的縱向傷疤，被帶來對抗「Z」吉賽爾·茱艾兒利用能力變成殭屍的護廷十三隊的成員。
斬魄刀『蔦孃（Trepadora）』
解放語「絞死他（吊死他）、蔦孃」
解放後面具戴在頭部中央，背長出八隻可以變換形狀的觸手，能施加巨力伸縮，也能縛緊敵人，且觸手前端可伸出多枚劇毒尖刺。
技「觸槍（Lanza Tentáculo）」
解放後招式，將身後的觸手全力直線攻擊敵人。
技「觸檻（Jaula Tentáculo）」
解放後招式，「觸槍」加強技，將八隻觸手全數壓擊對手。
技「旋腕陣（Helice）」
解放下施展，將觸手如螺旋槳般旋轉攻擊，再利用觸手的尖刺全數貫穿敵人。
佐馬利·路魯（Zommari Rureaux，佐馬利·魯魯）
日本配音：楠大典；台灣配音：李香生；香港配音：劉文光（DVD版）／黎景全（Animax版）
破面・No.7／第7十刃（Séptima Espada）。象徵：陶醉。
生日10月13日，身高196公分，體重100公斤。
戴著骷髏耳環，金色雙眼，身材結實，虛洞位於右胸，頭上有尖刺裝飾的黑人破面，擁有十刃中最快的「響轉」。個性沉穩，深信支配的力量就是真理，對死神殺虛的行為及傲慢有不滿。但他的心靈卻崇拜著藍染，同時也是十刃之中少數真心服從藍染的人。
破面篇，在第九刃被朽木露琪亞殺死之後打算去給奄奄一息的露琪亞最後一擊，但是卻碰上了前來虛夜宮增援的的六番隊隊長朽木白哉，並與其展開激烈交戰，兩人先比拼速度，佐馬利技遜一籌，於是解放斬魄刀，歸刃之後用自己的能力先後控制了白哉的左邊手腳，但是白哉馬上用刀切斷了手與腿的筋腱，後又控制露琪亞砍傷山田花太郎，欲迫使白哉投降，結果白哉用「六杖光牢」將露琪亞身體定住，接著遭受白哉的卍解『千本櫻景嚴』攻擊，千鈞一發之際將自己身體縮入下半身的南瓜形狀軀體當中躲過了致命一擊，保住性命之後惱羞成怒，再次以額頭的眼睛施展「愛」向白哉發動攻擊，被對方看出自己支配能力的破綻，即能被縛道之八十一「斷空」防住，接下來則一敗塗地，很快被白哉斬殺，臨死前大喊「藍染大人萬歲！」之後便化成灰燼。
斬魄刀『咒眼僧伽（Brujería）』
解放語「平息吧、咒眼僧伽」
解放時把斬魄刀浮於胸前，雙手合十，腦袋扭側，斬魄刀隨後折曲並擠出煙霧包裹全身；解放後臉上與下顎多了黑色紋路，下半身變成桃色南瓜狀圓球並漂浮離地，身上出現多達五十個眼睛，可以從任何眼睛施放技「愛（Amor）」。
能力「愛（Amor）」
佐馬利最強的能力，被佐馬利身上的眼睛凝視的身體部位會為他所支配，被支配的部位會顯現出太陽狀的花紋，如果是支配頭腦的話就可以支配全身，是一種類似鬼道的東西，但是防禦型的鬼道能夠阻擋此能力。
能力「守胚姿勢（El Embrion）」
在咒眼僧伽狀態下，将自己身体缩入下半身的南瓜形状躯体躲避攻擊，防禦力十足。
技「雙兒響轉（Gemelos Sonído）」
通過快速的移動的強化型響轉製造出多達5個分身。
薩爾阿波羅·古蘭茲（Szayelaporro Granz，薩耶爾阿波羅·葛蘭茲）
日本配音：鳥海浩輔；台灣配音：劉傑（ep.145－200）→于正昇（ep.299）；香港配音：蘇裕邦（DVD版）／陳旭恆（Animax版）
破面・No.8／第8十刃（Octava Espada）。原破面・No.0／第0十刃 ⇔ 破面・No.100。象徵：瘋狂。
生日6月22日，身高185公分，體重67公斤。
面具為眼鏡形，粉紅色短髮，金色雙眼，虛洞位於身體下方。虛圈的研究機構人員，是負責開發各種靈性兵器的專家，也擅於掌握情報及設置機關，同時也是No.15伊爾弗特·古蘭茲的弟弟。很注重自己的形象，即使衣服在戰鬥中損壞也特意返回行宮更衣。與其他擁有從屬官的十刃不同，薩爾阿波羅是自行挑選特定的虛使他們破面化。當他被石田雨龍的「破芒陣」擊中還能保住性命，重傷時會吃掉從屬官以治療自己的傷勢。曾和諾伊特拉聯手暗算妮露，導致妮露被逐出虛夜宮。此外他也非常瞧不起No.9亞羅尼洛。
破面篇，只要給他充裕的時間就能解析出對手的靈子組成，就能破解對方的招數甚至限制對手的能力，因此阿散井戀次曾被他封住過「卍解」，甚至連妮露的兩位從屬官沛薛以及咚德恰卡的聯合技“融合虛閃”也被他破解。解放後通過破壞人偶來破壞對方的身體任意部分，這種招數曾一度重創雨龍和戀次兩人，令兩人束手無策，後人偶被佩謝使用「無限的滑溜」取走。後來十二番隊隊長涅繭利趕到，與薩爾阿波羅展開激烈交戰，由於過去涅在和石田交戰中讓對方感染無數監視用的細菌，因此對薩爾阿波羅的戰鬥能力瞭若指掌，在戰鬥中薩爾阿波羅做了涅的人偶並對其施與破壞，但涅在與其戰鬥前就已經做了一套假的內臟，所以阿波羅的能力對他無效，之後涅用卍解「金色疋殺地藏」解決薩爾阿波羅，但隨後薩爾阿波羅憑藉自己的能力「受胎告知」從音夢身上受孕重生，然而音夢身上早被涅放入多種實驗藥，以防敵人吃掉或侵入音夢的身體，因此誤服了涅的新藥「超人藥」，五感（嗅覺，聽覺等）變得無比迅速，一瞬間在他看來也有幾百年那樣漫長，而他的五官卻顯得無比遲緩，來不及伸手阻擋，就被涅繭利持刀刺穿手掌與心臟致死，而且因為藥效的折磨，還要過百年後才能感受到自身的死亡。他的遺體被涅繭利帶回屍魂界的技術開發局，做成觀察用的標本。
官方小說提到他生前還是人類的時候是名煉金術師，由於生前為人類將軍的哥哥時常將戰敗者帶給薩爾阿波羅作為實驗品，因而開始利用人類進行各種實驗。兄弟倆因故暴斃後變成了虛，薩爾阿波羅則將包含自己的哥哥與其他實驗體的靈魂一併吞下，經過長期的獵食與進化，而獲得能夠擊敗「瓦史托德」的實力，由於經常需要活的材料進行研究，因此在戰鬥中很少親自動手。過去受到拜勒崗招見之下成了虛圈的學者，其後取代拜勒崗統治整個虛夜宮的藍染將薩爾阿波羅編為最初的十刃No.0，同時他亦拥有另一个数字No.100，由于他一進入戰鬥模式就會發狂失控，所以只有在認真的時候才會顯現出「0」這個數字，靈壓在後來的十刃No.0 牙密之上；這段期間薩爾阿波羅曾將自己的靈魂訊息備份在其從屬官蘿卡身上，後來薩爾阿波羅為了研究完美生命以完成「受胎告知」的力量，將自己的身體一分為二（分離出來的部分即為No.15 伊爾弗特·古蘭茲），實力因而從最上級大虛「瓦史托德」退化成中級大虛「亞丘卡斯」，並被排除於十刃之外，直到習成「受胎告知」之後，才順利地回到十刃陣列，成為No.8的十刃。在他死於涅繭利之之手並落入地獄後，蘿卡的備份無意中構成他的複製品席恩·古蘭茲。
劇場版四番外地獄篇，死後的他和No.9 亞羅尼洛來到地獄，與地獄的朱蓮展開決鬥，但不敵對方被擊倒。
千年血戰篇，涅繭利對上「C」佩尼達·帕賈卡一戰中，在看到最高傑作的音夢被殺死後感到震驚，內心中受到薩爾阿波羅的幻像嘲諷，讓涅查覺到自己的傲慢而將其消除。
獄頤鳴鳴篇，補述薩爾阿波羅墜入地獄後，轉化成地獄的獄卒，在無形帝國戰爭落幕十二年後演變成截然不同的姿態，現身在為護廷十三隊前任十三番隊長浮竹十四郎舉行魂葬禮祭的一護和眾死神面前，試圖襲擊戀次和莓花但被黑崎一護制止，嘲諷死神們舉行魂葬禮祭實為讓往生的死神們靈魂墜入地獄、其靈壓造成地獄失去制衡的舉動，被浮竹從地獄使用「雙魚理」貫穿身軀後返回地獄。
斬魄刀『邪淫妃（Fornicarás）』
封印時的刀柄綴有多數圓珠。解放時吞劍使全身膨脹爆開，展現出解放的新姿態；解放後下半身變成無數的觸鬚狀的觸手（能縮小使行動方便）、背後生出花苞形四翼、尾巴、半眼眶有紫色彩紋，同時也會在頭部兩側增加倒翼型的片狀面具，可施展許多能力。解放語「啜飲吧（吸吧）、邪淫妃」
能力「複製人（Carbon Copy）」
被他背後噴出的紫色汁液觸及的話會複製出一個幾乎一模一樣的複製品，複製品會依他個人的美學改善外型，複製品擁其人的所有能力。
能力「球體幕（Telon Balon）」
受攻擊時花苞形的翅膀會伸長並包覆本人，可抵擋一切爆炸或攻擊。
能力「五感控制玩偶（Teatro de Titere）」
薩爾阿波羅·古蘭茲最強的招式，使用大量汁液包裹對手，複製出一個對手的布娃娃（類似巫蛊娃娃的詛咒娃娃），布娃娃是為「支配對手五感的控制器」，可以傳達觸感和傷害於對手，當他破壞布娃娃對手也會受傷，布娃娃肚子有一個機關，可以從中取出布娃娃的內臟，破壞布娃娃的內臟也能破壞對手相應的內臟，無論在對手體內器官是真是假，皆可以達到破壞的效果。
能力「受胎告知（Gabriel）」
將觸手插入對手的肚臍，並在其體內產卵，卵會吸收對手的一切作為養分，再產出全新的身體。若是他被生物吃下，身體會溶解入侵該生物的神經控制驅動中樞，就連生物型卍解也會受他控制。
亞羅尼洛·艾魯魯耶里（Aaroniero Arruruerie，亞羅尼洛·阿魯魯耶里）
日本配音：關俊彥；台灣配音：吳文民（上方破面）、錢欣郁（下方破面）；香港配音：張穎康（DVD版）／陳振聲（Animax版）
破面・No.9／第9十刃（Noveno Espada）。象徵：貪欲。
生日4月23日，身高205公分，體重91公斤。
真面目是漂浮在裝滿了紅色不明液體試管裡的兩個小破面（一個在上方而另一個在下方）。由於外表特異，一直備受批評及鄙視，因此平時都戴著上頭有8個小孔的長型面具來偽裝。動畫版當中，下方的小破面的聲音較為低沉，而上方的小破面的聲音則稍微偏向高細。虛洞位於左大腿，號碼位置在大小破面的臉部。為第一代十刃的倖存者，也是當前十刃中唯一的下級大虛「基利安」，能夠通過吞噬其他虛來獲得對方的能力與靈壓，是所有破面中唯一一個可以無限進化的破面，因此破例地進入十刃。由於藍染跟他說過「只要跟隨我，就可以從任何痛苦中解放了」，因此亞羅尼洛開始跟隨藍染。對薩爾阿波羅抱持鄙夷的態度。
多年前改造大虛梅塔史塔西亞與十三番隊副隊長志波海燕戰鬥，海燕陷入對方令斬魄刀消失的限定能力，而且還被對方以靈體融合佔據身體，但隨後一起被朽木露琪亞斬殺，當那隻虛的靈體死亡崩解後回到虛圈，被亞羅尼洛以「噬虛」吞噬並吸收能力，連帶接收了海燕的靈體，此後能用靈體融合變化成海燕的外貌，但只能在有陰影的地方才能使用，因此亞羅尼洛很討厭陽光，喜歡待在只有黑暗的虛圈，但之後藍染模仿現世在夜虛宮做了一個太陽，使他有所怨言。
破面篇，在與露琪亞展開的交戰中，以海燕的樣子及其招式令露琪亞陷入苦戰，在真面目被揭破之後使出歸刃狀態，一度呈現優勢，但卻大意輕敵，被擺脫迷惘的露琪亞以「参之舞·白刀」貫穿頭部致死，瞬間反勝為敗。死前上方的小破面在一陣驚慌後碎成數塊，而下方的小破面則不甘心抱怨後裂成兩半。
劇場版四番外地獄篇，死後的他和薩爾阿波羅來到地獄，與地獄的太金展開決鬥，但不敵對方被擊倒。
其姓名來源取自芬蘭設計師「Eero Aarnio」。名稱「Aaroniero·Arruruerie」在西班牙文中為雙面人或是欺騙人的人的意思。
斬魄刀『噬虛（Glotonería）』
解放語「吞噬殆盡吧（我要吃光你）、噬虛」
左手是海葵狀的嘴巴，推測是以此器官去「吃掉」各種靈體。到目前為止，亞羅尼洛噬虛吃掉虛的數量為33650隻，另加一隻死神靈體，能以此取得靈體的能力和靈壓，甚至連斬魄刀解放都能做到。在獲得靈體融合的能力後，同時能取得靈體的外貌、記憶和經驗，常變化成志波海燕（前任十三番隊副隊長）的外貌，但陽光會讓他的變化能力無效化，使他的臉變回原來的樣子。解放後上半身姿態不變，腰部以下的下半身變成極巨大的深紫色章魚姿態，具有無數支巨大的觸手，以及巨大的眼球以及嘴巴，頭部會不斷的冒出紫色的泡泡。是他在吞噬了33650只虛之後形態的總和，能同時展現所有食用過之虛的能力，但由於身體變得巨大臃腫，因此機動力與迴避率會下降。
其名稱「Glotonería」原文為西班牙語，即英語中的「Gluttony」，為貪食或是貪欲的意思。
斬魄刀『捩花（Nejibana）』
解放語「水天逆卷、捩花」
原為志波海燕的斬魄刀。亞羅尼洛曾用此武器貫穿露琪亞的身體。解放後為一把綴著藍色纓絨（遊戲中為水藍色纓，動畫及漫畫彩圖中為深藍）的銀色三叉戟（Trident），末端為螺旋形錐狀。屬流水系的斬魄刀，戰鬥時以舞動長戟回轉作主要攻擊，有旋、刺、挑等槍術，並伴隨著周圍產生波濤般的靈子水花，如劈波斬浪般的招數，並隨著長戟一同捲起的波濤把對手壓碎。
能力「同步認知（Synchronized Awareness）」
既是十刃·No.9的能力，也是其任務之一，能瞬間把與之戰鬥的敵人的全部情報，傳達給所有同伴。
牙密·里亞爾戈（Yammy Llargo，闇·里亞爾柯）
日本配音：乃村健次；台灣配音：林谷珍；香港配音：李建良
破面・No.10／第10十刃（Décima Espada） ⇔ No.0／第0十刃（Cero Espada）。象徵：憤怒。
生日4月3日，身高230公分，體重303公斤。
個頭為魁梧的巨漢，橙色眉毛，兩頰顴骨留著小片紅色面紋，綁著一束黑髮，一身鋼皮，面具位置在下頜。性格自大魯莽，好殺戮，不擅長探查敵手的能力，鋼皮硬度僅次於諾伊特拉。平常大多和烏爾奇奧拉一同行動，身邊的從屬官僅有一隻叫做酷卡普羅的小虛犬。
是當前唯一能透過完全解放進而改變號碼的十刃，但在歸刃前為十刃中實力最差的一員，歸刃後其左臂上的“10”上的“1”會緩緩消失進而解放成十刃No.0，據稱對於解放狀態的他而言十刃等人都和垃圾無分別，但要達到這個狀態之前需要很長一段時間，透過吃和睡等充分休息來儲存力量。
破面篇，在現世重創茶渡泰虎和井上織姬，被黑崎一護斬斷右臂，後來再次接回。在虛圈大戰中被雨龍用地雷炸傷，跌至宮殿底部，正好對上了在下方戰鬥的露琪亞、戀次、茶渡三人，之後解放斬魄刀展現真正實力戰鬥，重創茶渡與戀次，傷及露琪亞，其後解放成十刃No.0，一護趕來與之對招未分勝負，與白哉和劍八二人展開激烈交戰，最後不敵戰敗並以大字型倒在地上，只有酷卡普羅隨行在牙密的身邊。
斬魄刀『憤獸（Ira）』
解放語「大發雷霆吧（把他們宰了）、憤獸」。
牙密能透過狂食、狂睡來積存力量，是當前唯一能透過完全解放進而改變號碼的十刃。解放時左肩的刺青數字「10」中的「1」逐漸消失，象徵其完全解放變成「十刃·No.0」；解放後其體型巨大化，力量也會比其他十刃強，後背和雙臂插著黑色柱狀物體，身上僅穿戴紅色的兜當布，下半身化成多腳巨蠍狀，帶著一條棒槌狀的尾巴。之後仍能以被對手傷害所帶來的憤怒使身體持續巨大化，變成兩腳直立的巨漢，頭頂生出四隻角，背部亦生出一雙巨角。
「虛閃（Cero）」
其虛閃由口發出，顏色為紅色。
「虛彈 （Bara）」
牙密最常使用的招式，將靈壓凝聚在拳頭上射出。

### 原十刃（Privaron Espada）
曾經是選拔出擁有優越殺戮能力的十刃，由於某些原因被剝奪「十刃」稱號，其後被編入三位數，與「編號持有」的破面有所區隔。
多魯多尼·亞歷山德羅·德爾·索卡奇歐（Dordoni Alessandro Del Socaccio，多魯多尼·亞列桑多洛·戴爾·索卡齊歐）
聲優：石井康嗣（日本）；吳文民（台灣）；李建良（香港）
破面・No.103。
生日8月28日，身高190公分，體重87公斤。
面具呈現護額狀，長著仁丹鬍，右耳刺著一枚耳環，喜欢耍寶、跳怪舞的中年男子。衣袖綴有細鬚條，綁著深紅色腰帶，自称「吾輩（niño）」，對於和自己交手的對象，會不吝惜向對方表現敬意，初登場的時候還因為不小心踩空，從橫樑上摔下來，為了取得藍染的認同並試著回歸十刃之列，因而挺身和一護展開決鬥。擅長踢擊，能夠一腳踢散一護普通狀態下的「月牙天衝」，但一護曾因為口誤而將他的名字念作「帕尼諾／帕尼尼（義式三明治）」 。
破面篇，起先一護與多爾多尼對抗的時候不願使出卍解與虛化，為了讓一護使出虛化，多爾多尼出言告誡一護並提升攻擊威力，期間還被妮露吞下並反射他的虛閃，被虛化的一護以「月牙天衝」撃敗，後來替一護阻擋葬討部隊，被葬討部隊長路德本處決，其遺體收藏於薩爾阿波羅的實驗室。後來藍染在空座町大戰中表示，一護與多爾多尼的戰鬥是他精心策劃的一部分。空座町大戰落幕後，被涅繭利帶回屍魂界。
千年血戰篇，被涅繭利改造成保有自我意識的殭屍，臉部多了數條橫向的縫補傷疤，為了尋找一護，被帶來對抗「Z」吉賽爾·茱艾兒利用能力變成殭屍的護廷十三隊的成員。
斬魄刀『暴風男爵（Giralda）』
解放語「旋轉吧、暴風男爵」
肩上長出牛角，從腿處冒出两股旋风，更可產生數個蛇首旋風，可以凭借自己的意识操控。
技「單鳥嘴腳（El Uno Picotear）」
解放後招式，以踢腿的動作將蛇首旋風攻擊。
技「雙鳥腳（Ave Mellizos）」
解放後招式，製造出兩個巨大的多頭蛇首旋風攻擊對手。
技「男爵蹴腳術・上段（Baron Puntapiés Alto ）」
施展強大的後踢，其威力足以踢散一護普通狀態的月牙天衝。
緹魯蒂·桑達薇琪（Cirucci Sanderwicci，奇魯奇·山達威奇）
聲優：桑島法子（日本）；馮嘉德（台灣）；羅婉楓（香港）
破面・No.105。
生日2月27日，身高158公分，體重47公斤。
紫色波浪髮辮，臉上有水滴狀痕跡，有著深紫色雙脣的女性破面。面具呈現髮飾狀佩戴在左邊頭部，配戴露指長手套，短裙裝背後綴有兩枚片狀物，穿著綴有吊帶的靴子。笑聲高且尖銳，對戰鬥執著，以搖搖狀斬魄刀作遠程攻擊。為了戰鬥甚至可以摧殘歸刃後的軀幹。對於滅卻師在兩百年前被死神殲滅一事有所耳聞，因此對身為滅卻師卻選擇幫助死神的石田雨龍抱持著懷疑的態度。薩爾阿波羅則用「妓女」來謔稱她。
破面篇，在虛夜宮對上石田雨龍，期間沛薛使用「無限滑溜」企圖干擾緹魯蒂的攻勢（動畫版因得知沛薛企圖窺看她的裙底風光而惱羞成怒），因為嫌維持歸刃狀態過於耗費靈力，而將歸刃後的翅膀與巨手一併拆下，轉而用剩餘的尾部積蓄靈子刀刃發動攻擊，反讓雨龍趁機用「劃破靈魂之物」砍鬆靈子刀刃並轉化成自己的力量，被雨龍的「劃破靈魂之物」擊中鎖結敗北。被葬討部隊長路德本處決，其遺體收藏於薩爾阿波羅的實驗室。空座町大戰落幕後，被涅繭利帶回屍魂界。
千年血戰篇，被涅繭利改造成保有自我意識的殭屍，右臉多了數條縫補的傷疤，為了尋找雨龍一雪敗給對方的前恥，被帶來對抗「Z」吉賽爾·茱艾兒利用能力變成殭屍的護廷十三隊的成員。
斬魄刀『車輪鐵燕（Golondrina）』
解放語「攪斷它吧（輾死他吧）、車輪鐵燕」
平常封印時為搖搖狀刀刃，可藉由揮動線索操控刀刃的攻擊方向。解放後長出翅膀和觸角和手臂，變成一隻大飛蛾，翅膀振動頻率約為每秒120-130萬下。翅膀上的羽毛靠振動作攻擊，可依照自己的意志操控羽毛的放出與回收，靈子類型的攻擊（如石田雨龍的光箭）無法破壞翅膀。尾部末端可積蓄靈子，形成巨大扇型刀刃或是短劍作為攻擊手段。
技「斷翼（Ala Cortadola）」
僅能於歸刃狀態施展的招式，從飛蛾般的巨型翅膀，射出尖銳程度足以媲美刀刃的黑色羽毛攻擊對手。
技「斷翼·散（Ala Cortadola Dispersion）」
「斷翼」的衍生招式，操控遭到敵人切割的黑色羽毛，藉此朝對手展開反擊。
技「斷人·大斧（Ala Cortadola Hachador）」
拆卸巨型翅膀後，將靈壓變成扇型般的形狀，凝聚在尾部觸角的末端，朝對手發動遠程攻擊。
技「斷人·劍士（Ala Cortadola Gradiator）」
拆卸巨型翅膀後，將靈壓變成短劍般的形狀，凝聚在尾部觸角的末端，朝對手發動遠程攻擊。
剛騰拜恩·莫司克達（Gantenbainne Mosqueda，甘天拜·摩斯凱達）
聲優：船木真人（日本）；李香生（台灣）；黎家希（香港）
破面・No.107。
生日9月21日，身高201公分，體重121公斤。
留著橙色爆炸頭，額頭有星型標記的眼罩狀虛面具，下巴蓄有鬍子，體格強壯的破面，以紅色的帶電牛角狀的斬魄刀進行格鬥，擅長拳擊。
破面篇，起初讓茶渡泰虎陷入苦戰，但茶渡在對戰過程中，「惡魔的左臂」能力也隨之覺醒，還一併逆轉了情勢，最後被茶渡用「魔人的一擊」撃敗。茶渡為了感謝剛坦拜恩讓他能力覺醒，故沒有取其性命。當茶渡對上NO.5諾伊特拉時，剛坦拜恩甚至不惜對茶渡大聲呼喊，要他逃離戰鬥，後來與茶渡獲得四番隊長卯之花烈的治療。
斬魄刀『龍拳（Dragra）』
解放語不明，背上纏上一具金色條紋的巨型盔甲，雙手末端握有利刃，戰鬥力大幅提升，可將自己的靈力壓為彈狀攻擊。
技「龍哮拳（Rugir der Dragon）」
施展時戴上有星型標記的眼罩狀面具，雙手合十互握，向前釋放巨大靈壓光束，顏色為金色。技能詠唱：吾主呀，還請寬恕吾等（Dios Ruego nos Perdones）。

### 從屬官（Fraccion）
編號持有是通過崩玉完成由虛轉生為破面之後，再依照誕生的順序被藍染分別賦予「11號以後的編號」，編號不是強弱的排序，而是誕生的順序，被賦予編號的破面也是直接被十刃支配，十刃可以挑選「編號持有」成為其從屬官，有的十刃身邊會有很多的從屬官，有的甚至連一個都沒有。

#### 第1十刃從屬官
十刃・No.1史塔克的從屬官，是在演化成破面時由史塔克單獨個體分出新的個體莉莉妮特。对比为了追求完美生命，原No.0的萨尔阿波罗（原本也是一个瓦史托德）分裂了灵魂退化为亚丘卡斯，更侧面印证了史塔克依然是最强水准的瓦史托德。
莉莉妮特·金潔巴克（Lilynette Gingerbuck，里里涅特·金傑貝克）
聲優：淺井清己（日本）；馮嘉德（台灣）；賴芸芬（香港）
破面・No.1／第1十刃（Primera Espada）（與史塔克共有，但實際上更像從屬官）
生日1月19日，身高142公分，體重31公斤。
頭部和臉的左一半在面具內被蒙上的小女孩破面，淺綠短髮，左眼旁帶有紫色火焰花紋，身上僅穿著敞胸背心與短褲，可以從頭上的斷角處拔出大彎刀來。雖然實力不強，但不時戲弄懶惰的史塔克，而史塔克亦沒有表示不滿。
本體是史塔克的「斬魄刀」，和別的破面的進化有所不同，並不是一個個體擁有全部力量，而是分成兩個個體，史塔克和莉莉妮特分別是肉體和刀，史塔克解放時手按莉莉妮特的頭後兩人合而為一，莉莉妮特化為史塔克由左手持的一柄槍，仍然保留自我意識和感覺。
於空座町大戰中一度對浮竹十四郎出手，但浮竹表明沒有與她交戰的意願，莉莉妮特在史塔克解放後變成他左手的手槍，兩人一度聯手創傷樓十郎與羅武。但在史塔克被京樂春水殺死後，莉莉妮特維持著槍形樣貌，與史塔克墜落地面。
「虛閃（Cero）」
其虛閃由用左眼聚蓄，在臉部前方發出的綠色虛閃。被浮竹十四郎評為比不上一般大虛的虛閃。

#### 第2十刃從屬官
十刃・No.2拜勒崗是擁有最多亞丘卡斯級從屬官的十刃。實力比其他十刃的從屬官相比要強出許多。
夏洛特·庫魯風（Charlotte Chuhluhourne，夏洛特·庫爾轟）
聲優：三宅健太（日本）；李香生（台灣）；黎景全（香港）
破面·No.20 （十刃No.2 拜勒崗的從屬官）
生日8月8日，身高192公分，體重125公斤。
蓄著紫色長髮，嘴唇豐厚，肌膚黝黑，頭上殘有面具，非常愛美的肌肉男。
一開始跟綾瀨川弓親爭吵關於美的定義，解放後欲使用「白薔薇之刑」解決綾瀨川弓親，但由於他提及到該空間內不會被外界看到，而被弓親順勢使出不希望其他人知道其真正始解「琉璃色孔雀」給殺死。
空座町大戰落幕後，夏洛特被涅繭利帶回屍魂界，於千年血戰篇被後者改造成保有自我意識的殭屍，腹部多了數條X型的縫補傷疤，偕同被涅繭利改造成殭屍的多魯多尼、緹魯蒂、魯畢對抗「Z」吉賽爾·茱艾兒利用能力變成殭屍的護廷十三隊基層成員，在和吉賽爾對峙時用虛閃擊敗變成殭屍的「E」邦比愛塔·芭絲塔拜茵，但隨後被變成殭屍的十番隊隊長 日番谷冬獅郎砍成重傷。
斬魄刀『宮廷薔薇園美麗女王（Reina de Rosas）』
解放語「閃耀吧（發光吧）、宮廷薔薇園美麗女王」
解放後自稱是世上究極的美麗，頭頂的面具變成皇冠狀。上半身穿著附有粉色披風的短鎧甲，下半身為裙裝，腹部有著心型紋路印記。其外觀令弓親捧腹大笑！
技「白薔薇之刑（Rosa Blanca）」
夏洛特最強的招式，長出大片的漆黑色荊棘製造出與外界隔絕的空間困住對手，同時空間內部會綻放出一朵巨大的白玫瑰，對手會在白色花瓣的包圍下逐漸死去。
技「美麗的夏洛特·庫魯風's傳奇的、甜蜜的、極端的、可怕的、了不起的、戲劇性的、浪漫的、殘酷的、色情的、奇特的、活躍的斷頭臺攻擊」
乘著不停翻筋斗增強離心力，強力的斬魄刀重擊。
技「美麗的夏洛特·庫魯風's完美的、瀟灑的、令人陶醉的、多變的、經濟的、歐式的、超人般的、驚人的閃光攻擊」
動畫版增加的強力斬擊，如果名稱沒唸好威力會減半。
虛閃「Cero」
技「美麗的夏洛特·庫魯風's最終的、神聖的、美妙的、俏麗的、超級強力、性感魅惑的虛閃」
雙手合成心型所發射的粉色虚閃，雖然名字特別，但弓親指出只是範圍較廣的虛閃。
阿比拉瑪·勒達（Abirama Redder，阿比拉馬·列達）
聲優：田中一成（日本）；正昇（台灣）；陳旭恆（香港）
破面·No.22 （十刃No.2 拜勒崗的從屬官）
生日8月19日，身高183公分，體重92公斤。
外觀上看似部落的黑髮戰士，肌膚黝黑，身上有紅色紋身，配戴老鷹型面具的戰鬥狂。
在空座町大戰對陣吉良井鶴，挑釁吉良後便解放斬魄刀，起初阿比拉瑪佔有制空權，讓吉良陷入苦戰，最後被吉良的斬魄刀『侘助』改變翅膀重量，失去制空權而遭到斬首。
斬魄刀『空戰鷲（Águila）』
解放語「削去他的首級（我要砍掉你的腦袋）、空戰鷲」
解放後變成一個鳥人，再劃破身上的紋身的話，就會再長出多一雙翅膀，翅膀上的羽毛硬如鋼鐵。
技「餓翼風盾（Purūma Biento）」
猛力搧翅吹出暴風，除可防禦，也能增強餓翼連炮的威力。
技「餓翼連炮（Devorar Pluma）」
阿比拉瑪最強的招式，射出堅硬的羽毛攻擊對手，如同機砲般連續射出，連建築物也能輕易貫穿，羽毛可再生。
芬朵爾·凱里亞司（Findorr Calius，芬道爾·凱里亞斯）
聲優：近藤隆（日本）；林谷珍→劉傑（台灣）；李建良（香港）
破面·No.24 （十刃No.2 拜勒崗的從屬官）
生日6月27日，身高180公分，體重67公斤。
灰色的雙眼被面具遮住，臉上留著淺紫色眼影紋的金色長髮男子，手腕套著匕首，習慣講「Esakuta！（正確）」，有強烈的自豪感。起初只有相當於死神第五席官的力量，但每破壞一部分臉上的面具，他的力量就會提升；當九成的面具被破壞後，據稱達到隊長級別（其實他高估了自己的力量）。其可儲存力量的面具稱為「彫面」，召喚虛的匕首套則稱為「呼虚笛」。
在空座町大戰中，先是遵照拜勒岡的指示召出四隻虛企圖破壞轉柱結界。隨後對陣檜佐木修兵，起初芬道爾破壞自身的面具以提升實力，讓修兵陷入苦戰，但之後修兵解放斬魄刀『風死』使得戰況逆轉，最後被修兵斬斷右手而死。
斬魄刀『蟄刀流斷（Pinza Aguda）』
解放語「銘刻於水面之上吧（刻畫在水面之上）、蟄刀流斷」
雙手成爲螃蟹鉗狀，左右手非對稱，且右半身有護殼。
技「海王鋏（Tijeras Neptunea ）」
由蟄刀流斷的鉗狀手發射高壓水流切割敵人。
「虛閃（Cero）」
芬道爾最強的招式，其虛閃由右手發射的紫色虛閃。
「虛彈 （Bara）」
由揮舞斬魄刀射出，虛彈顏色為紫色。
奇農·波（Choe Neng Poww）
聲優：白熊寛嗣（日本）；吳文民（台灣）；陳振聲（香港）
破面·No.25 （十刃No.2 拜勒崗的從屬官）
生日3月4日，身高391公分，體重502公斤。
面無表情的巨漢，下巴有殘存的面具，臉頰兩側有綠色的倒三角形紋面，具有強大的蠻力，能徒手揍飛敵人。原本是來自虛圈邊境的大虛，因實力被拜勒崗相中成為其從屬官。當他情緒激動的時候，經常自言自語，獨特笑聲是「嗚喔喔喔喔」。
在空座町大戰對陣斑目一角，因為一角不肯使出「卍解」，進而重傷了一角，並且破壞了其中一根轉界結柱，後來與狛村左陣展開激戰，最後被狛村左陣用卍解『黑繩天譴明王』殺死。
斬魄刀『巨腕鯨（Calderón）』
解放語「呼吸吧、巨腕鯨」
一柄藏在袖中的小刀，解放後體型會急遽增長，變得相當巨大，下巴至肚子出現鬚鯨一樣的花紋，巨大的身軀能造成強大的破壞，連建築物也能踏平。
「虛閃（Cero）」
波最強的招式，其虛閃從口中發射的綠色虛閃。
吉歐·魏格（Ggio Vega，吉歐·葳卡）
聲優：柿原徹也（日本）；吳文民（台灣）；陳振聲（香港）
破面·No.26 （十刃No.2 拜勒崗的從屬官）
生日5月7日，身高163公分，體重48公斤。
頭上戴著劍齒虎頭骨的面具，束有一條黑色辮子，金色雙眼，穿著的服裝類似武術服的少年。
在空座町大戰對陣碎蜂，身手矯捷且擅長格鬥戰，曾一度壓制碎蜂，所幸大前田希千代趕來支援，他試圖以肉身抵擋吉歐的攻擊，但卻被碎蜂嫌多管閒事，之後吉歐為了盡速解決對方而變身成實戰型態，結果還不及使出新型態的力量，就被碎蜂的「兩擊必殺」擊中肺部致死。
斬魄刀『虎牙迅風（Tigre Estoque）』
解放語「咬碎他吧（將他徹底咬碎吧）、虎牙迅風」
解放後臉頰上有三對紅色條紋，雙手和辮子綁上刀片，呈黑黃條紋，善長速度戰，雙手各有斷劍。
「虛閃（Cero）」
其虛閃從掌心發出的洋紅色虛閃。
技「雙射牙（Misil Diente ）」
頭部的雙虎牙呈現紅光並發射出來鉗制對手。
技「虎牙迅風·大劍（Tigre Estoque El Sable）」
吉歐最強的招式，稱為真正的力量發揮，虎牙迅風的實戰形態，全身肌肉強化成三倍左右的大小，原本附在雙手上的刀刃，變成巨大的單束利爪。動畫版變身的同時，頭部以下的軀體則變成淺綠色。據作者在公式本的解釋，吉歐一旦化身為此型態，需要耗時兩個月才能恢復原狀，所以吉歐並不是很喜歡變成這種戰鬥型態。
尼可·帕爾多克（Nirgge Parduoc，尼格爾·帕爾多克）
聲優：松岡大介（日本）；林谷珍（台灣）；黎景全（香港）
破面·No.27 （十刃No.2 拜勒崗的從屬官）
生日10月17日，身高212公分，體重152公斤。
配戴類似大象頭盔的短髮胖子，在空座町大戰對陣大前田希千代，由於大前田的挑釁憤而解放斬魄刀，但卻一度被大前田以誘敵戰術趁隙擊昏，最後被吉歐和碎蜂戰鬥中的流彈波擊。動畫版增加其被大前田希千代殺死。他的名字在漫畫正篇中沒有提到，而於單行本第38卷329話結束后的插頁補足，在動畫版正篇中有提出其名。
斬魄刀『巨象兵（Mamut）』
解放後變成半人半象的怪物（動畫版膚色變成青綠色），用象鼻攻擊，身手靈巧，可以輕易追上正在逃跑的大前田希千代。象鼻的握力最高可達到4噸。解放語「踩扁他、巨象兵」
「虛閃（Cero）」
尼可最強的招式，其虛閃由左手手掌發出的藍色虛閃。

#### 第3十刃從屬官
十刃・No.3赫麗貝爾的從屬官具有召喚怪物（犽翁）的能力。
艾米露·阿帕契（Emilou Apacci，艾米爾·阿帕契）
聲優：佐久間紅美（日本）；錢欣郁（台灣）；賴芸芬（香港）
破面·No.54 （十刃No.3 赫麗貝兒的從屬官）
生日5月17日，身高156公分，體重42公斤。
性格易衝動，長有獨角，瞳孔異色（左眼紅，右眼藍），左眼邊緣有著紅色眼影紋，深藍短髮的女性破面。與米菈·羅茲互不咬弦，經常和孫孫鬥嘴而惱羞成怒。雖然平時相當討厭人類，但在赫麗貝兒生命垂危的時候，仍會顧及後者的安危，短暫的放下自尊心向對方求救。使用的斬魄刀是纏在雙腕的手環，可以擲出，也可伸出利刃作近身兵器。被松本亂菊嘲笑「長相和身材都很糟糕」。稱呼亂菊為「乳牛女」。米菈·羅茲則謔稱她「猴子」。與另外兩名從屬官被妮莉艾露·杜·歐德修凡克稱作「三神獸」。
在空座町大戰中與孫孫、米菈·羅茲一同行動，阿帕契主動迎擊敵人，單靠自己的力量就壓制松本亂菊，隨後雛森桃趕來支援亂菊，但是戰局並未好轉，亂菊跟雛森兩人皆陷入苦戰，最後阿帕契被護廷十三隊總隊長 山本元柳齋重國用『流刃若火』燒傷而敗，無法戰鬥。戰鬥結束後，阿帕契請求井上織姬為赫麗貝爾療傷，還被織姬用雙天結盾完全恢復，之後與赫麗貝爾及另外2名從屬官一起返回虛圈。
空座町大戰結束1年5個月後，阿帕契頭上的獨角面具，變成中央豎起的簡便獨角頭盔，除了換上輕便的黑腰連身無袖裝，並開始在胸前與手臂穿戴輕型護甲以外，還在左肩紋上閃電狀的刺青。與另外兩名從屬官襲擊虛圈狩獵部隊的統括狩獵隊長 基路傑·歐丕，遭對方砍成重傷，轉而召喚犽翁對抗基路傑，卻在探查後者的傷勢時疏於防備，遭對方持刀刺穿喉嚨。無形帝國戰爭落幕後，仍持續服侍赫麗貝爾。
在動畫第284話裡，阿帕契原本是鹿型態的大虛。
其名字靈感取自義大利時裝品牌Emilio Pucci。
斬魄刀『碧鹿鬥女（Cierva）』
解放語「拋起她吧（將他頂出去吧）、碧鹿鬥女」
解放後長有一雙彎曲的長鹿角，衣服被獸皮外衣取代，繫著黑色腰帶，胸部有些變大，雙眼變紅且多了紅色眼影紋，雙眼下方有紅色閃電的紋面。
「虛閃（Cero）」
阿帕契最強的招式，其虛閃從頭上的獨角角端發出的紅色虛閃，連松本亂菊的斬魄刀『灰貓』也能輕易打散。
技「角刃 」
普通狀態施展的招式，將手腕配戴的環狀斬魄刀擲向對手，也能伸出利刃做為近身武器。
合體技「混獸神（Quimera Parca）」
漫畫版為解放後扯斷自己的左臂後，與米菈·羅茲和蓀蓀的斷臂融合成的人型兵器，詳見下方條目「犽翁」，動畫版則是通過三人左臂閃紅光而召出，左臂一樣消失，但是斷切面由紅光覆蓋。經過1年5個月後，三人已經可以在普通狀態下，利用自己的斷臂召喚犽翁。
弗朗切絲卡·米菈·羅茲（Franceska Mila Rose，法蘭契斯卡·米拉·羅茲）
聲優：石塚沙賴（日本）；馮嘉德（台灣）；葉嘉敏（香港）
破面·No.55 （十刃No.3 赫麗貝兒的從屬官）
生日8月17日，身高177公分，體重68公斤。
身材高大魁梧，肌膚黝黑，穿著暴露，長有黑色長鬈髮，淺綠色雙眼的女性破面，面具分別為三叉狀的頭飾，與配戴在頸部的項墜，虛洞位於腹部。性情較阿帕契冷靜但很容易激動，雖然與阿帕契不咬弦，但兩人同樣對孫孫的言詞感到惱火，使用大劍形的斬魄刀。稱呼井上織姬為「崩姬（Princesa）」。被松本亂菊與阿帕契嘲笑是「母猩猩」。與另外兩名從屬官被妮莉艾露·杜·歐德修凡克稱作「三神獸」。
在空座町大戰中與阿帕契、孫孫一同行動，一度被雛森桃利用鬼道牽制行動，隨後解放斬魄刀使戰局更加險惡，最後米菈·羅茲被護廷十三隊總隊長 山本元柳齋重國用『流刃若火』燒傷而敗，無法戰鬥。
戰鬥結束后，被井上織姬用雙天結盾完全恢復，與赫麗貝爾及另外2名從屬官一起返回虛圈。
空座町大戰結束1年5個月後，米菈·羅茲的面具外圍，變成輕便的牛角頭盔，除了換上更曝露的短上衣以外，還開始穿戴中間有閃電紋路墜釦的長斗篷和腰帶，腹部的肌肉也變得更加結實。與另外兩名從屬官襲擊虛圈狩獵部隊的統括狩獵隊長 基路傑·歐丕，遭對方砍成重傷，轉而召喚犽翁對抗基路傑。當她發現織姬竟隨同茶渡泰虎和妮露再次來到虛圈時，正欲詢問對方抵達虛圈的理由，但被蓀蓀以其情勢過於緊急為由暫時制止，後遭基路傑運用「聖隸」吸收身上的靈子而受了傷。無形帝國戰爭落幕後，仍持續服侍赫麗貝爾。
在動畫第284話裡，米菈·羅茲原本是獅子型態的大虛。
斬魄刀『金獅子將（Leona）』
解放語「咬散她吧（將他咬死吧）、金獅子將」
解放後黑色鬈髮上覆蓋一層黃色長髮，原本的頭飾狀面具變成頭盔，臉上多出交叉型的橘色面紋，平時穿著的衣服全部消失，但在雙臂、胸前、下半身、雙腿多了輕型護甲，嘴裡長著一口尖牙，頸部的項墜型面具變成護頸狀延伸至鎖骨，並換上一柄較大的黑色大劍。
「虛閃（Cero）」
米菈·羅茲最強的招式，其虛閃用左手聚蓄後，再以右拳擊出的紅色虛閃。
合體技「混獸神（Quimera Parca）」
漫畫版為解放後砍斷自己的左臂後，與阿帕契和孫孫的斷臂融合成的人型兵器，詳見下方條目「犽翁」，動畫版則是通過三人左臂閃紅光而召出，但是斷切面由紅光覆蓋。經過1年5個月後，三人已經可以在普通狀態下，利用自己的斷臂召喚犽翁。
香·蓀蓀（Cyan Sung-Sun，席安·孫孫）
聲優：瀨那步美（日本）；錢欣郁（台灣）；郭碧珍（香港）
破面·No.56 （十刃No.3 赫麗貝兒的從屬官）
生日2月17日，身高154公分，體重41公斤。
長相秀麗，身穿長袖衣服，束著兩條腰帶，衣領部份有絨毛，身材纖細，留著直瀏海的墨綠色波浪長髮的女性破面，右眼下方有直排桃紅圓點。面具呈現三片髮飾狀，附在右邊的頭上。
個性冷靜，總能讓欠缺考慮的阿帕契和米菈·羅茲配合自己，但說話語氣毒舌且缺乏地位尊卑順序的概念，常趁阿帕契和米菈·羅茲爭吵時答腔（吐槽），有時還會將赫麗貝兒當成自己的從屬官，為此經常激怒阿帕契和米菈·羅茲，然而當她被後兩者激怒的時候，卻會變得十分可怕。經常用右手袖子蓋住嘴唇，斬魄刀是藏在左袖的筆架叉，右手袖子藏著白蛇。與另外兩名從屬官被妮莉艾露·杜·歐德修凡克稱作「三獸神」。
在空座町大戰中與阿帕契、米菈·羅茲一同行動，但是很少介入戰鬥，一度被雛森桃利用鬼道牽制行動，隨後解放斬魄刀使戰局更加險惡，最後蓀蓀被護廷十三隊總隊長 山本元柳齋重國用『流刃若火』燒傷而敗，無法戰鬥。
戰鬥結束后，被井上織姬用雙天結盾完全恢復，與赫麗貝爾及另外2名從屬官一起返回虛圈。
空座町大戰結束1年5個月後，蓀蓀換上右邊高衩露腿、裙襬綴有絨毛的長袖裙裝，除了原先的三片髮飾狀面具變成併攏的模樣，開始將頭巾與披肩斜戴在自己的右半身（接近面具的頭巾角綴有小亮片），並改穿高跟鞋以外，還開始改用左手的袖子遮住嘴唇。與另外兩名從屬官襲擊虛圈狩獵部隊的統括狩獵隊長 基路傑·歐丕，遭對方砍成重傷，轉而召喚犽翁對抗基路傑，並運用「蛇殼岩」試圖掩護茶渡泰虎、井上織姬、妮露和黑崎一護會合，反遭基路傑施展「聖隸」破壞屏障並吸收身上的靈子而受了傷。無形帝國戰爭落幕後，仍持續服侍赫麗貝爾。
在動畫第284話裡，蓀蓀原本是白蛇形態的大虛。
斬魄刀『白蛇姬（Anaconda）』
解放語「絞死她吧（把他纏死吧）、白蛇姬」
解放後變成下半身是蛇的半人半蛇形態，雙眼下方有著直排桃紅圓點，原本右邊頭上髮飾型的面具變得寬大呈現後彎狀，覆蓋右邊頭部。
「虛閃（Cero）」
蓀蓀最強的招式，其虛閃由右手仍然蓋住嘴唇，左手置於下方，雙手聚蓄，再以左手擲出的桃紅色虛閃。
合體技「混獸神（Quimera Parca）」
漫畫版為解放後扭斷自己的左臂後，與阿帕契和米菈·羅茲的斷臂融合成的人型兵器，詳見下方條目「犽翁」，動畫版則是通過三人左臂閃紅光而召出，但是斷切面由紅光覆蓋。經過1年5個月後，三人已經可以在普通狀態下，利用自己的斷臂召喚犽翁。
能力「蛇殼岩（Muda）」
第二部劇情增加的招式，從身上分離出一道靈子屏障，藉由光學迷彩和靈壓隔閡，將屏障外圍變成透明狀的半圓體，封鎖敵人的靈壓探查能力，進而達到隱藏行蹤的目的，而且不會限制被屏障包圍的對象的行動。一旦屏障遭受外力吸收和破壞，就會立即失去隱形的作用。
犽翁（Ayon，亞庸）
身高7.9公尺（含尾部15.1公尺）、體重9.5公噸
【阿帕契、米菈·羅茲和孫孫的混獣神】漫畫版中由被解放後的阿帕契、米菈·羅茲和孫孫各自扯斷、砍斷和扭斷的自己的左臂融合成的鹿角鹿足，黑色長鬈髮，白蛇為尾的人型怪物，動畫版中召喚的過程改成通過三人左臂閃紅光而召出。阿帕契稱犽翁為她們的「寵物」，聽力不佳，力量強大，但只懂殺戮，一旦開始發動攻擊，甚至連召喚者都無法控制牠，身體可以任意扭曲或強化，一般情況會把巨型嘴巴和雙眼隱藏起來。1年5個月後，阿帕契、米菈·羅茲和孫孫已經可以在普通狀態下，利用自己的斷臂召喚犽翁。這階段的犽翁變得非常順從三人的命令，而且開始會表現自己的情感（會因為擔心為了召喚牠而斷臂的三人，而回頭望著她們）。
於空座町大戰被三人召喚，對抗護廷十三隊的眾死神，並且瞬間重傷松本亂菊、雛森桃、射場鐵左衛門和檜佐木修兵等人，之後被加入戰線的護廷十三隊總隊長 山本元柳齋重國以「撫斬」砍開再燒死。於千年血戰篇再度被三人召喚，對抗基路傑·歐丕，但被基路傑利用「聖隸」吸收全身的血肉致死。
「虛閃（Cero）」
犽翁最強的招式，其虛閃從眼處發出的紅色虛閃。

#### 第5十刃從屬官
戴斯樂·林德庫魯茨（Tesra Lindocruz，泰斯拉·林多克魯茲）
聲優：中村悠一（日本）；吳文民（台灣）；張穎康（TVB）/ 黎景全（Animax）（香港）
破面·No.50（十刃No.5 諾伊特拉的從屬官）
生日5月13日，身高178公分，體重65公斤。
淺黃色短髮，面具呈現齒狀佩戴在額頭，右頰有道淺青色面紋，右眼配戴眼罩，雙手皆有黑色手套，面容俊秀的男性破面，行為舉止端正且有禮貌，對No.5諾伊特拉相當忠誠。在諾伊特拉的回憶片段裡，曾經出現過去沒有配戴眼罩且蓄著長髮的戴斯樂。
使用的西洋斬魄刀刀身有一個空圈洞，可以灌滿靈力阻擋攻擊，可擋下茶渡使用全力的一擊。曾劫持井上織姬並且重傷黑崎一護，後來被更木劍八一刀劈成兩半，死前大喊「諾伊特拉大人！」，並在歸刃解除倒地後為諾伊特拉流下淚水。
斬魄刀『牙鎧士（Verruga）』
解放語「臥倒在地吧（打倒他）、牙鎧士」
解放後，變成一隻巨大而且長有獠牙的巨大山豬人，體色為深紅，頭髮加長，此狀態的戴斯樂力氣變得相當強大。
「虛閃（Cero）」「視虛閃（Cero Cornea）」
瞳孔發紅使出如虛閃的光波，可瞬間放出衝擊破壞岩石。

#### 第6十刃從屬官
蕭隆·庫方（Shawlong Koufang，孝龍·酷方）
聲優：田中秀幸（日本）；劉傑（台灣）；李建良（香港）
破面·No.11 （Arrancar Undécimo） （十刃No.6 葛力姆喬的從屬官）
生日11月4日，身高190公分，體重74公斤。
腦後留著一條辮子，頭頂和左眼都被面具覆蓋著，身材高挑的黑髮男子，善於觀察對手，時常代表其他從屬官向葛力姆喬發言，是葛力姆喬手下裡最強的從屬官。身為大虛時成長到「亞丘卡斯」級，但因自身無法再進化，自願讓葛力姆喬咬噬，之後退化成「基力安」級。
蕭隆一眼就看出日番谷冬獅郎卍解的弱點，讓冬獅郎身受重傷險些喪命，後因冬獅郎「限定解除」恢復為五倍的原有靈壓而形勢反轉，最後被冬獅郎以「龍霰架」殺死，而冬獅郎也因傷重過度而昏倒。
斬魄刀『五鋏蟲（Tijereta）』
解放語「截斷吧（起來吧）、五鋏蟲」
解放的話，變化為昆蟲的外皮和鎧甲的身姿，剪刀蟲的尾巴呈現在髮辮上，臉上的面具範圍從臉的左一半到下巴擴大，雙臂和手變長並變成骨骼樣子的利刃，連日番谷冬獅郎也被輕易的砍出五道傷口。
艾多拉德·里歐尼斯（Edrad Liones，艾多拉多·里歐涅斯）
聲優：楠大典（日本）；吳文民（台灣）；李建良（香港）
破面·No.13 （Arrancar Trece） （十刃No.6 葛力姆喬的從屬官）
生日8月25日，身高200公分，體重120公斤。
留著一頭紅色長髮的巨漢，右半邊頭髮長，左半邊則是被剃掉，鼻梁上有一塊眼鏡狀的面具碎片，力量強大。身為大虛時成長到「亞丘卡斯」級，但因自身無法再進化，自願讓葛力姆喬咬噬，之後退化成「基力安」級。
艾多拉德與斑目一角在戰鬥的過程中告訴自己的名字以示敬意，他將靈壓集中在拳頭上以增加威力，一拳打斷斑目一角的牙齒，隨著戰況逐漸險惡，最後被斑目一角使用卍解『龍紋鬼燈丸』才擊敗，艾多拉德因得知對手的名字而死無遺憾。
斬魄刀『火山獸（Volcánica）』
解放語「爆發吧（醒來吧）、火山獸」
解放的話，從肩膀的關節到雙臂的部分巨大化，因為得到從肩膀噴射火焰的能力，所以產生可怕的殺傷力，利用從雙臂和肩膀噴射火焰，令拳頭的破壞力上升到最高，一擊就粉碎 斑目一角的斬魄刀『鬼燈丸』。
納奇姆·格林迪那（Nakeem Grindina，納基姆·格林迪那）
聲優：武虎（日本）；李香生（台灣）；黎家希（香港）
破面·No.14 （Arrancar Catorce） （十刃No.6 葛力姆喬的從屬官）
生日8月3日，身高180公分，體重295公斤。
被面具遮住半個臉的短髮胖子，擅長將全身重量集中於腳部進行踢擊，但不擅使用雙手作戰身為大虛時成長到「亞丘卡斯」級，但因自身無法再進化，自願讓葛力姆喬咬噬，之後退化成「基力安」級。
起初十番隊副隊長松本亂菊不敵納奇姆，後因亂菊「限定解除」恢復為五倍的原有靈壓而形勢反轉，最後被亂菊解放後的『灰貓』殺死。因為沒有解放斬魄刀，所以能力不明。
伊爾弗特·古蘭茲（Yylfordt Granz，伊爾弗特·葛蘭茲）
聲優：遠近孝一（日本）；李香生（台灣）；葉偉麟（香港）
破面·No.15 （Arrancar Quince） （十刃No.6 葛力姆喬的從屬官）
生日6月22日，身高185公分，體重67公斤。
No.8 薩爾阿波羅·古蘭茲的哥哥。金色長髮男破面，頭上還有部分面具。身為大虛時成長到「亞丘卡斯」級，但因自身無法再進化，自願讓葛力姆喬咬噬，之後退化成「基力安」級。
跟隨葛力姆喬來到現世展開襲擊之前，薩爾阿波羅將錄靈蟲放他身上。在夜襲空座町一戰對上阿散井戀次，還一度將對方逼入絕境，隨後被紬屋雨認定是個威脅，並展開激烈的攻擊，伊爾弗特憤而解放斬魄刀，一擊貫穿紬屋雨的腹部並拋出，後因戀次「限定解除」恢復為五倍的原有靈壓而形勢反轉，最後被戀次以「狒骨大炮」擊潰，後來戀次有說這場戰鬥只是險勝。之後他被送到薩爾阿波羅的實驗室治療，回收了放在他身上的錄靈蟲來取得對手的戰鬥情報。
官方小說提到他生前還是人類時是名將軍，經常將戰敗者交給生前為煉金術士的弟弟作為實驗品，兄弟倆都在暴斃身亡後變成了虛，薩爾阿波羅則藉由吞噬伊爾弗特與其他的靈魂，演化成能夠擊敗「瓦史托德」的大虛。直到薩爾阿波羅為了習成「受胎告知」的能力，將自己的靈魂一分為二，伊爾弗特才重新擁有自己的意識與身軀。
斬魄刀『蒼角王子（Del Toro）』
解放語「撞碎吧（刺死他吧）、蒼角王子」
解放的話，上半身變化為巨大的公牛，身上包覆著巨大的鎧甲，利用頭上的雙角來突破敵人，一擊就貫穿阿散井戀次的斬魄刀『狒狒王蛇尾丸』。
迪·羅伊·林卡（Di Roy Rinker，迪·洛伊·林克）
聲優：近藤隆（日本）；林谷珍（台灣）；葉偉麟（香港）
破面·No.16 （Arrancar Dieciséis） （十刃No.6 葛力姆喬的從屬官）
生日6月19日，身高168公分，體重59公斤。
牙齒呈鋸齒狀，留著淡綠色短髮，頭和右眼覆蓋著面具，大虛時期是個頭戴船型面具的蟲型大虛。身為大虛時成長到「亞丘卡斯」級，初次見到葛力姆喬欲出手攻擊但反被擊敗，其右邊頭部被葛力姆喬咬噬而纏繞著布帶，退化成「基力安」級，自身無法再進化。
攻擊模式是手刀，曾用手刀差點要了茶渡泰虎的性命，所幸黑崎一護跟朽木露琪亞及時趕到，沒幾下被「始解」的露琪亞用初舞「月白」 輕鬆殺死，似乎是葛力姆喬手下裡最弱的從屬官。因為沒有解放斬魄刀，所以能力不明。

#### 第8十刃從屬官
十刃・No.8薩爾阿波羅的從屬官較特別，除了數量特別多之外，他的從屬官都是將親自選擇的虛交給藍染進行破面化，不同於其他十刃的從屬官由「編號持有」中選出。
盧米鈉（Lumina）、貝羅鈉（Verona）
聲優：浪川大輔、杉山紀彰（日本）
十刃No.8 薩爾阿波羅的從屬官。有回復藥的能力，漫畫版中被薩爾阿波羅吃掉一半，動畫版中則被薩爾阿波羅變成小的紫色圓球後吃掉。
梅達賽皮（medazeppi）
聲優：松岡大介（日本）；李香生（台灣）
十刃No.8 薩爾阿波羅的從屬官。身材高大，是薩爾阿波羅旗下一大群行動的從屬官之一，被石田雨龍擊斃掉而被其他從屬官叫出名字。
蘿卡·帕菈米雅（Roka Paramia）
第8十刃薩爾阿波羅的從屬官。曾為牙密療傷，於小說版中公開姓名。

#### 第10十刃從屬官
酷卡普羅（Kukkapuro）
破面·No.35
生日4月4日，身高34公分，體重2.5公斤。
跟隨牙密的小虛犬。後背上印著“35”。平時牙密總是對牠抱持不耐煩的態度，但牠仍對牙密非常忠心。

#### 原第3十刃從屬官
佩謝·卡迪謝（Pesche Guatiche，佩謝·賈提些）
日本配音：子安武人；台灣配音：劉傑→吳文民（千年血戰篇）；香港配音：張穎康（DVD版）／陳振聲（Animax版）
破面·No.41（前十刃No.3 妮露的從屬官）
生日5月25日，身高175公分，體重58公斤。
身型瘦削，獨眼白蟻面（在妮露的回憶剪影裡，佩謝還是破面時，下半臉部呈現人形模樣，並蓄著金色短髮），紫色身軀，穿戴白色的手套與長靴，下半身僅穿著一件兜當布。本人則希望別人把他當成鍬形蟲，經常耍寶並且和唐多恰卡一搭一唱，但結果都是被雨龍吐槽。過去被當時的十刃No.8 諾伊特拉強制除去破面的能力，與失去記憶的妮露逃離虛夜宮，在虛夜宮外的沙漠以沙漠兄弟的身份生活，自認妮露的大哥，經常在沙漠中與妮露玩「無限追蹤躲貓貓」的追逐遊戲，在沙漠玩追逐遊戲時遇上一護一行人，並一同進入虛夜宮。
在虛夜宮之中和石田雨龍一起行動，除了曾經在雨龍與緹魯蒂交戰時協助作戰，企圖窺看緹魯蒂的裙下風光以外，還和唐多恰卡聯手對抗No.8 薩爾阿波羅。後來因為涅音夢挖開了薩爾阿波羅的實驗儲藏室，佩謝與唐多恰卡竄出瓦礫堆，結果兩人站在石板上，被涅音夢一舉拋飛。
空座町大戰結束1年5個月後，佩謝隨同妮露從虛圈逃往現世求援，告知一護虛圈失守的消息，便隨同一護等人前往虛圈救援唐多洽卡。
斬魄刀『究極（Ultima）』
靠滿溢靈子而產生出光刃刀身的刀，刀柄藏在胯下，因為是由胯下取出，所以令薩爾阿波羅被嚇一跳，因此砍傷了薩爾阿波羅的左手腕。
「虛閃（Cero）」
其虛閃由手上的劍『究極（Ultima）』刀身積蓄發射，顏色為紫色。
技「無限滑溜（Infinite Slick）」
吐出可用於滑開利器的黏液，名稱只是為帥氣而改，實際上吐出的量是有限的。
技「超加速（Chokasoku）」
在短距離內使出的加速飛撲。佩謝在1年5個月後與一護再次見面時，意圖使用此招撲向一護，反而被一護躲過而不慎摔落地面。
合體技「融合虛閃（Cero Sincrético）」
融合唐多恰卡的黃色虛閃一同發出的巨大虛閃。
唐多恰卡·畢爾斯坦（Dondochakka Birstanne）
日本配音：鄉里大輔；台灣配音：李香生；香港配音：劉文光（DVD版）／陳旭恆（Animax版）
破面·No.42（前十刃No.3 妮露的從屬官）
生日6月30日，身高204公分，體重162公斤。
長有白底紅紋、有著突出雙眼的巨大面孔，經常嚇到阿散井戀次，背上有古怪斑點，本人則希望別人把斑點當成水珠圖案，經常和佩謝一搭一唱。當初被當時的十刃No.8 諾伊特拉強制除去破面的能力後，與失去記憶的妮露逃離虛夜宮，在虛夜宮外的沙漠以沙漠兄弟的身份生活，自認妮露的大哥，經常在沙漠中與妮露玩「無限追蹤躲貓貓」的追逐遊戲，在沙漠玩追逐遊戲時遇上一護一行人，並一同進入虛夜宮。
在虛夜宮之中和阿散井戀次一起行動，還和佩謝聯手對抗No.8 薩爾阿波羅。後來因為涅音夢挖開了薩爾阿波羅的實驗儲藏室，佩謝與唐多恰卡竄出瓦礫堆，結果兩人站在石板上，被涅音夢一舉拋飛。
空座町大戰結束1年5個月後，唐多恰卡和其他破面被無形帝國的人士擄走，之後趁亂躲在虛圈的沙堆裡，被浦原喜助與佩謝掘出沙堆才得以脫困。
斬魄刀（未有名稱）
從口中取出的一柄黑色巨大狼牙棒狀的斬魄刀，曾擊斃薩爾阿波羅的兩名從屬官。
「虛閃（Cero）」
其虛閃由口中積蓄發射，顏色為黃色。
技「唐多恰卡·泰山壓頂（Dondochakka Prensa）」
舉高雙手，向雨龍飛撲的姿勢，因為動作嚇人，雨龍就躲開了，本人說因為害怕而想擁抱戰友，但由薩爾阿波羅造出的分身體就說這是必殺的攻擊。
合體技「融合虛閃（Cero Sincrético）」
融合佩謝的紫色虛閃一同發出的巨大虛閃。
巴瓦巴瓦（Bawabawa）
日本配音：安元洋貴
體型巨大，僅有一張大嘴，藉著食用沙子維生的蟲狀生物。原為養在唐多恰卡體內的戰鬥用靈蟲，為了避免妮露回復記憶而裝成沙漠兄弟的「寵物」。妮露、佩謝、唐多恰卡與一護等人前往虛夜宮時當一行人的坐騎。後來在對抗薩爾阿波羅時用於衝撞薩爾阿波羅，但被薩爾阿波羅以翼狀觸手擋下衝擊。

### 22號地下通道守衛
艾斯林格·維納爾（Aisslinger Wernarr）
聲優：竹本英史（日本）；李香生（台灣）；蘇裕邦（香港）
破面・No.17 。
以幼細且長的肢節代替雙手，除左上角面孔外，完全被巨型鳥嘴狀的面具遮蓋的低級破面。在黑崎一家到真咲墳前祭祀後，初次現身並攻擊敗給一護的Grand Fisher。其後在破面篇成為藏身虛夜宮外的地底建築「22號地下通道」守衛，其實力可能在「基力安」之下。被石田雨龍以「銀嶺孤雀」殺死。
技「翼狀爪彈」
從雙手的細長肢節發射出來的靈子兵器，最大連射數是108發。
戴摩伍拉·佐德（Demoura Zodd，戴摩拉·佐德）
聲優：飯島肇（日本）；劉傑（台灣）；葉偉麟（香港）
破面・No.18 。
藏身虛夜宮外的地底建築「22號地下通道」守衛，身型巨大，黑人辮子髮型，被眼罩型面具遮蓋上半面孔的低級破面，其實力可能在「基力安」之下，舌頭可伸長。由於非常討厭別人（包含自己的長官）看不起他，所以被派遣到地下通道擔當守衛，而戴摩伍拉也對這項安排感到相當滿意。被茶渡泰虎以「巨人的一擊」殺死。

### 葬討部隊（Caballeros Exequias）
負責討伐負傷的入侵者，全員也是戴上骷髏頭型的面具。十刃No.8 薩爾阿波羅私下命令他們處置已經被剔除且戰敗的原十刃，再帶回研究保存室收藏。其後在虛夜宮內對付露琪亞一行人。
路德本·契魯特（Rudbornn Chelute，魯多本·契魯特）
日本配音：山口太郎；台灣配音：李香生；香港配音：劉文光（DVD版）／陳振聲（Animax版）
破面·No.61 （兼葬討部隊隊長）。
头戴牛头骨型面具，专门负责处理战败的破面。解放之后能够长出一些枝条状物体，上面结满了果实，可以迅速的孕育出一批绝对忠于自己的士兵，而这些士兵正是组成葬讨部队的成員，自称“能創造生物，神一般的能力”。
先是處置了破面No.103、No.105，後來準備處置茶渡泰虎和No.107時遇上四番隊正副隊長卯之花烈和虎徹勇音，對卯之花表示敬意後便帶隊離開。在虚夜宫前拦截黑崎一护，与赶来增援的朽木露琪亚展開激烈交戰，结果被露琪亚冰封，後被牙密撞碎。
官方小說「Can't Fear Your Own World」中補述在藍染離開虛圈後，獨自守護虛夜宮。後接收洛莉和梅諾莉成為部屬，迎擊來犯的星十字騎士團餘黨和产绢彦祢。
斬魄刀『髑髏樹（Arbola）』
手持的刀變成枯枝，肩膀伸出枯枝並結出骷髏頭狀的果實，腰纏枯木根支撐身軀離地。枯木根貌似可以從地面吸取靈子供戰鬥之用。解放語「生長壯大吧（長出來吧）、髑髏樹」
技「骷髏兵團（Calaveras）」
路德本最強的招式，從肩上的骷髏頭果實，持續產生無限忠實士兵的能力，產生出來的士兵相信也就是葬討部隊的隊員。

### 其他編號破面
洛莉·艾溫（Loly Aivirrne，羅莉·艾文）
日本配音：武田華；台灣配音：錢欣郁；香港配音：羅婉楓
破面·No.33。
生日1月27日，身高155公分，體重42公斤。面具掩蓋左眼，綁著雙馬尾，紫色右眼，身穿曝露短裙裝的女性破面，平時和梅諾莉負責看守藍染所在的行宮。對於討厭的對象絲毫不留情，但若是喜歡某個對象，就會極度熱愛對方。自認為是藍染的親信，嫉妒藍染特別對待井上織姬。和梅諾莉趁著烏爾奇奧拉離開行宮的空檔擅闖行宮將織姬毆打成傷，但被隨後趕到的葛力姆喬斬斷左腿（動畫版則將此段劇情刪除，改成被葛力姆喬驚嚇後踹上一腳），後被織姬救回。之後與梅諾莉抵達第五之塔再度偷襲織姬，並出手撕破織姬的衣袖，但被闖入攻擊的牙密隨手攻擊，她為了自保使出刀劍解放，然而仍不敵牙密而被擊落塔外，被石田雨龍的神聖滅矢固定在第五之塔的外牆上。
空座町大戰結束1年5個月後，洛莉與其他破面被無形帝國俘虜，與梅諾莉試圖偷襲虛圈狩獵部隊統括狩獵隊長歐匹，但被對方重擊倒地。後被抵達虛圈展開搜救行動的茶渡泰虎和井上織姬搬離現場。官方小說「Can't Fear Your Own World」中補述在藍染離開虛圈後，成為路德本的部屬，迎擊來犯的星十字騎士團餘黨和产绢彦祢。
斬魄刀『百刺毒娼（Escolopendra）』
解放語「毒殺他、百刺毒娼」
藏在衣服中一柄細小的匕首，解放後上半身的衣服消失，面具延伸至雙頰與左眼並呈現頭環狀，頸部、鎖骨、胸前、側邊腹部覆上護甲，肩膀配戴柱狀的護肩，腳部穿著結筒式的長靴，雙手化成蜈蚣，聲稱她的毒可以把人體融化成泥巴。動畫版釋放的毒液，甚至可溶解虛夜宮的柱子。
梅諾莉·瑪利亞（Menoly Mallia，美諾里·瑪利亞）
日本配音：原田瞳；台灣配音：馮嘉德
破面·No.34。
生日12月7日，身高160公分，體重47公斤。面具掩蓋右眼，蓄著金色短髮的女性破面，平時和洛莉負責看守藍染所在的行宮。因為害怕寂寞，所以總是跟隨洛莉，但也相當的害怕對方。自認為是藍染的親信，嫉妒藍染特別對待井上織姬。和洛莉趁著烏爾奇奧拉離開行宮的空檔擅闖行宮將織姬毆打成傷，但被隨後趕到的葛力姆喬以虛閃轟碎上半身，後被織姫救回。之後與洛莉抵達第五之塔再度偷襲織姬，但被闖入攻擊的牙密隨手攻擊，被一掌撃到第五之塔的內牆上。
空座町大戰結束1年5個月後，梅諾莉與其他破面被無形帝國俘虜，與洛莉試圖偷襲虛圈狩獵部隊統括狩獵隊長歐匹，但被對方刺傷右臂。後被抵達虛圈展開搜救行動的茶渡泰虎和井上織姬搬離現場。官方小說「Can't Fear Your Own World」中補述在藍染離開虛圈後，成為路德本的部屬，迎擊來犯的星十字騎士團餘黨和产绢彦祢。
「虛閃（Cero）」
其虛閃積蓄在手掌中，接近敵人後釋放，顏色為紅色。
斬魄刀（未有名稱）
護手呈現兩道弧線，具體能力不詳的刀。
汪達懷斯·馬爾傑拉（Wonderweiss Margela，萬達外斯·馬爾傑拉）
日本配音：菅沼久義；台灣配音：劉傑→吳文民；香港配音：張穎康
破面·No.77。
生日7月6日，身高155公分，體重42公斤。留著金黃色的稍翹髮，紫色眼睛，臉上有若干雀斑，明顯突出的門牙，虛洞位於身體中央，虛面具為皇冠狀，穿著露出虛洞的寬衣裝，斬魄刀直揹於身後的破面。喜歡和動物玩耍，不喜歡移動身體，舉止行為非常奇特，只會發出喊叫聲，速度奇快，擅長以手刀的突刺作為攻擊手段。是藍染專門為了對付山本元柳齋重國的斬魂刀『流刃若火』而改造的破面，代價是會喪失語言、意識、知識和理智，但仍保留了等同十刃級別的戰鬥能力。名字源於荷蘭的設計師－馬塞爾·萬德斯。
於破面篇和葛力姆喬、牙密、魯畢來到現世，並無參與戰鬥，但在浦原喜助替死神們解圍時，汪達懷斯出其不意的攻擊了對方，在勝負未果的情況下隨夥伴回到虛夜宮。後在黑崎一護等人進入虛夜宮時，與東仙和銀在監視室觀察他們。於空座大戰時與弗勒一同降臨現世，為藍染等人及一眾破面解困，先後重創十三番隊隊長浮竹十四郎和假面軍勢的久南白，只憑技能「嬰兒咆哮」的聲波，便破解了日番谷冬獅郎的「冰天百華葬」。解放後封住『流刃若火』的火焰及吸收已經釋放的火焰，和山本元柳齋重國展開激烈交戰，被山本元柳齋以招式「一骨」及「雙骨」擊斃，死後解放稍早被其吸收的火焰，傷及山本元柳齋重國。
斬魄刀『滅火皇子（Extinguir）』
解放語不明，為直揹於身後的長劍，解放後身長變高，雙肩與大腿部分格外寬大，四肢細長，肋骨部位與腹部雙側呈現半摟空狀，面具變成頭冠眼鏡型，此狀態的汪達懷斯擁有封住火焰的能力，亦能吸收已經釋放的火焰。
「虛閃（Cero）」
汪達懷斯最強的招式，虛閃是由口中積蓄發射，顏色是紫色。
「虛彈 （Bara）」
將靈壓凝聚在拳頭上配合手刀的突刺攻擊，顏色是紫色。
「嬰兒咆哮（Vagido）」
普通狀態下，口中釋放足以將日番谷的「冰天百華葬」粉碎的強力聲波。此招若配合「虛閃」使用還能將對手的攻擊直接破解。
「超速再生（Speeding regeneration）」
除了腦和內臟器官外，其餘身體構造都能瞬間再生。一旦內臟被破壞，超速再生就會失效，肉體也會崩壞成灰。
「百奇皇手（Senchurion）」
雙肩爆裂並伸出無數隻白色手臂作為攻擊手段。

### 其他破面
魯奴剛卡（Runuganga）
日本配音：武虎；台灣配音：李香生；香港配音：蘇裕邦
在虛夜宮外的沙漠徘徊的大型破面，自稱「白砂的看守人」。身體由沙子構成，不怕刀刃衝擊，但怕水，被朽木露琪亞以「白漣」擊退。之後又出現在夜虛宮中庭，最後被阿散井戀次與茶渡泰虎以「狒骨大砲」及「魔人的一擊」上下夾攻而戰敗。
技「流沙洞」
魯奴剛卡最強的招式，從三面張開大口後，擊向地面，造成巨大流沙洞，把敵葬之。
弗勒（Hooleer）
身形異常巨大的獨眼破面，其指甲為大虛面具。曾幫助藍染逃出屍魂界，能一口氣吹熄山本元柳齋重國的「火焚城郭」，還能吐出大量的基力安。據市丸銀說「牠是汪達懷斯的最愛」。最後被「虛化」的久南白殺死。
盧達斯·佛利根、阿茲基爾羅·伊邦
於千年血戰篇成為無形帝國旗下士兵的破面。
皮卡羅（Pikkaro）、席恩·古蘭茲（Cien Granz）
小說版登場的破面。
帕特拉斯（Patros）、奈利斯（Menis）、安迪魯爾（Aldegor）
動畫版登場的破面。

## 備註
1. ↑  此處以破面篇主要的在任十刃為主，若考慮已登場的前十刃成員，赫麗貝兒是至少三位加入過十刃陣列的女性破面之一。
2. ↑  動畫版第266集至278集片尾曲橋段，則因應全體登場角色皆穿著現世服裝的設定，故卸下面具並穿著現世的酒保衣裝。
3. ↑  動畫版284話回憶片段裡，大虛時期的赫麗貝兒身上沒有虛洞，但後來作者在2011年出版的【UNMASKED】公式本補充赫麗貝兒的虛洞實際位置，而造成動畫設定與作者實際設定相互矛盾的情況。
4. ↑  漫畫第245章（動畫第145集），藍染惣右介和十刃成員召開緊急會議的時候，赫麗貝兒和其他十刃成員都各自分配到一杯紅茶。
5. ↑  作者後來在【UNMASKED】公式集，證實赫麗貝兒與從屬官還是大虛的時候，便開始結夥行動的過去。